# Католицька церква
Католи́цька це́рква (лат. Ecclesia Catholica) — найбільша християнська церква, станом на 2018 рік — приблизно 1,3 мільярда охрещених католиків у всьому світі.  На території України іноді вживається назва Ри́мська католи́цька це́рква (лат. Ecclesia Catholica Romana). Церква складається з 24 церков «sui iuris», тобто автономних церков «свого права». Безумовно найбільшою з «sui iuris» є римо-католицька церква. Над цією церквою Папа Римський здійснює повну владу, яка в інших церквах належить її предстоятелям. Тому його також називали патріархом Заходу (проте папа відмовився від цього титулу, натякаючи на протекторат над усім світом). Інші 23 церкви «sui iuris» є східними католицькими церквами, кожна з яких, якщо є досить великою, має свого патріарха або іншого головного ієрарха, який має владу над усіма єпископами цієї церкви. Найбільшими східними католицькими церквами є Українська греко-католицька церква, Сиро-Малабарська церква, Маронітська церква та Мелькітська греко-католицька церква.
Як найстаріша та найбільша у світі міжнародна установа, що постійно функціонує, вона відіграла помітну роль в історії та розвитку західної цивілізації. Папа Римський, єпископ Римський (і до титулів якого також входить вікарій Ісуса Христа та наступник святого Петра), є головним пастором усієї церкви, якому довірено загальне Петрівське служіння єдности та виправлення. Міжнародною адміністрацією церкви є Святий Престол, розташований у крихітній незалежній європейській державі Ватикан у Римі, Італія, папа якої також є главою держави.
Християнські вірування католицизму містяться в Нікейському символі віри. Католицька церква вчить, що це єдина, свята, католицька та апостольська церква, заснована Ісусом Христом у його Великому дорученні, що її єпископи є наступниками Христових апостолів, а папа є наступником святого Петра, на якому першість надані Ісусом Христом. Він стверджує, що сповідує первісну християнську віру, зберігаючи безпомилковість, передану священною традицією. Римо-католицька церква, двадцять три східні католицькі церкви та такі інститути, як жебручий орден, закриті релігійні ордени та третій орден, відображають різноманітні теологічні та духовні акценти в церкві.
Серед семи таїнств євхаристія є основною, яку літургійно відправляють на месі. Церква вчить, що через освячення священником жертвенні хліб та вино стають тілом та кров'ю Христа. Діву Марію в католицькій церкві шанують як Матір Божу і Небесну Царицю, шанують у догмах і відданостях. Його вчення включає Божественне Милосердя, освячення через віру та євангелізацію, а також католицьке соціальне вчення, яке підкреслює добровільну підтримку хворих, бідних та стражденних через тілесні та духовні діла милосердя. Католицька церква управляє тисячами католицьких шкіл, лікарень та дитячих будинків в усьому світі і є найбільшим недержавним постачальником освіти та охорони здоров'я у світі. Серед інших соціальних служб — численні благодійні та гуманітарні організації.
Католицька церква вплинула на західну філософію, культуру, мистецтво, музику та науку. Католики живуть у всьому світі завдяки місіям, діаспорі та наверненням. З XX століття більшість проживає в південній півкулі через секуляризацію в Європі та посилення переслідувань на Близькому Сході. Католицька церква мала євхаристійне спілкування з Східною православною церквою аж до західно-східного розколу в 1054 р., особливо заперечуючи авторитет папи. Однак, патріарх Заходу, тобто Папа Римський, мав статус Primus inter pares «перший серед рівних» у Пентархії згідно з давнім тисячолітнім порядком: Рим, Константинополь, Александрія, Антіохія та Єрусалим. До Ефеського собору в 431 р. Церква Сходу також мала євхаристійне спілкування, як і Орієнтальні православні церкви до Халкідонського собору в 451 р., однак розділилися насамперед через відмінності в христології. У XVI столітті Реформація призвела до становлення протестантизму. З кінця XX століття католицьку церкву критикували за вчення про сексуальність, неможливість висвячувати жінок та розгляд справ про сексуальне насильство із залученням духовенства.

## Назва

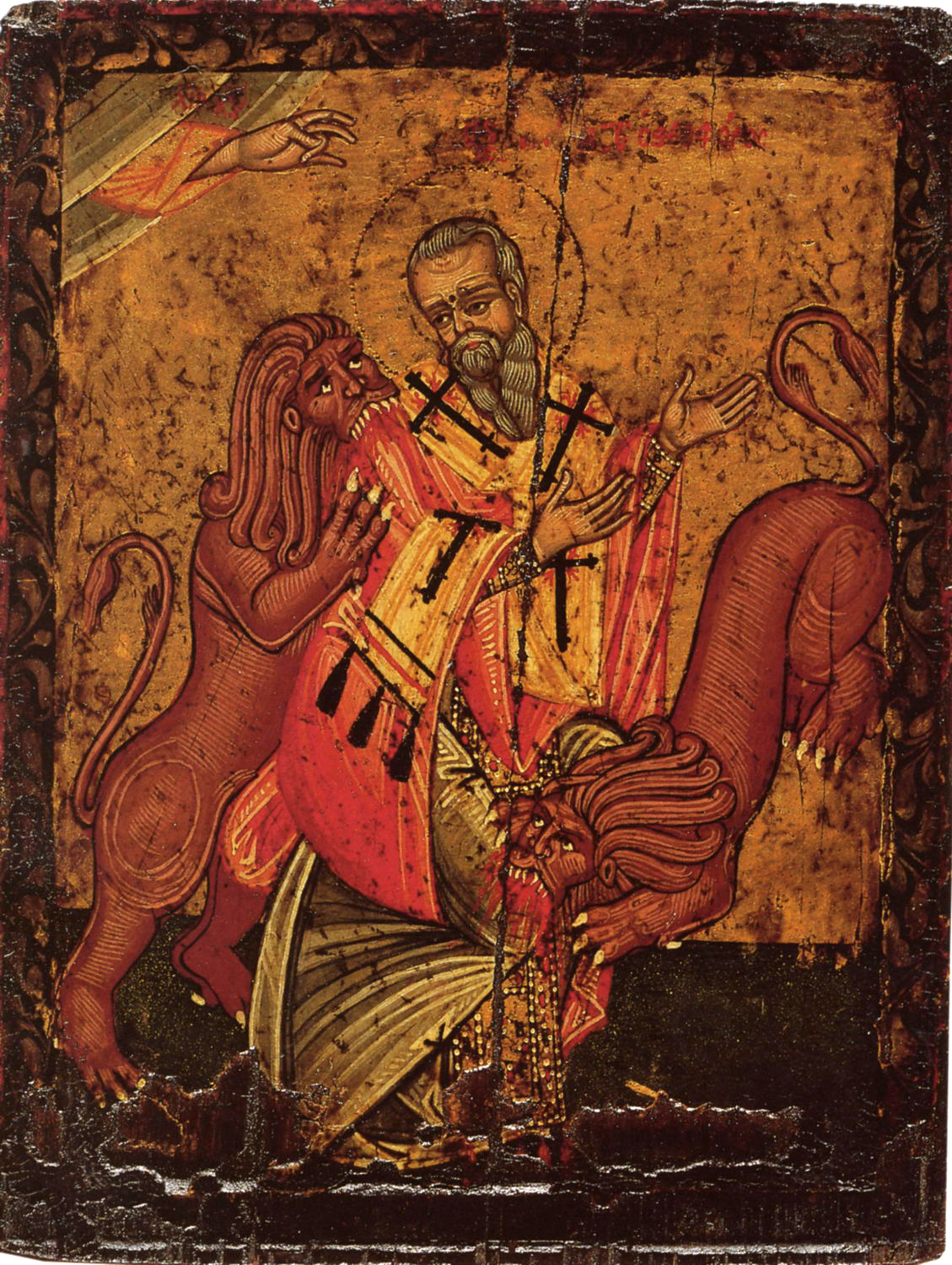
Термін «католицька церква» (що буквально означає «соборна церква») вперше використав отець церкви святий Ігнатій Антіохійський у своєму листі до Смірнанців (близько 110 р.). Ігнатію Антіохійському також приписують найдавніше зафіксоване використання терміна «християнство» близько 100 р. Він помер у Римі, мощі якого знаходилися в базиліці Сан-Клементе-аль-Латерано.

Назва походить від (грец. καθολικός, трансліт. katholikos, латиніз. universal), що означає «соборний», «загальний», «всесвітній». У такому значенні цей термін вживав Ігнатій Богоносець 115 року, а 381 року на Першому Константинопольському соборі із доповненням Нікейського символу віри цей термін став одним із чотирьох визначальних для церкви — так, згідно з цим символом церква вважається «єдиною, святою, соборною (грец. Καθολικὴν) і апостольською». Подальше наголошено на «католицькому» понятті в указі De fide Catolica, виданому 380 роком Феодосієм I, останнім імператором, який правив як східною, так і західною половиною Римської імперії, під час створення державної церкви Римської імперії.
Після розколу християнства на західне і східне у 1054 році для розрізнення східні церкви почали іменуватися як «православні» або церкви «грецького обряду» (однак її офіційною назвою продовжує бути «Православна католична та апостольська церква»), а західні як «католицькі» або церкви «латинського обряду».. З часів реформації у XVI столітті до назви «католицький» все частіше стали додавати «римський», хоча в офіційних документах церква продовжувала іменувати себе просто «католицькою». У релігієзнавстві термін «католицизм» стосується різних християнських спільнот, що розділяють католицьку доктрину, натомість «католицькою церквою» називають єдину релігійну організацію, очолювану Папою Римським.
Назва «католицька церква» для всієї церкви використовується в Катехизмі католицької церкви (1990) та Кодексі канонічного права (1983). Назва «католицька церква» також використовується в документах Другого Ватиканського собору (1962–1965), Першого Ватиканського собору (1869–1870), Тридентського собору (1545–1563) та багатьох інших офіційних документах.

## Організація
Католицька церква дотримується єпископської політики, очолюваної єпископами, які прийняли таїнство Священства, яким надано офіційну юрисдикцію управління в межах церкви. Є три рівні духовенства, єпископат, до складу якого входять єпископи, які мають юрисдикцію над географічним районом, який називається дієцезія або єпархія; пресвітерат, до складу якого входять священники, висвячені єпископами, які працюють у місцевій діоцезіях чи релігійних орденах; і дияконат, що складається з дияконів, які допомагають єпископам і священникам у різних міністерських ролях. У кінцевому підсумку керівництвом усієї католицької церкви є єпископ Риму, якого зазвичай називають Папою, юрисдикція якого називається Святим Престолом. Паралельно з дієцизіальною структурою існують різноманітні релігійні інститути, які функціонують автономно, часто підпорядковуючись лише владі Папи, хоча іноді підпорядковуються місцевому єпископу. У більшості релігійних інститутів є лише члени чоловічої статі, але деякі мають обидва. Крім того, миряни допомагають виконувати багато літургійних функцій під час богослужінь.
Основною окремою територіальною одиницею є дієцезія або єпархії, очолювана єпископом. Окремі діоцезії мають вищий статус архідіоцезії (архиєпархії).
До діоцезій прирівняні інші різновиди територіальних одиниць:
- Апостольський вікаріат
- Апостольська префектура
- Апостольська адміністратура
- Військовий ординаріат
- Територіальна прелатура
- Територіальне абатство

У східних церквах існують, крім того, екзархати.
Кілька дієцезій (і архідіоцезії) можуть бути об'єднані у митрополію або церковну провінцію. Центр митрополії обов'язково збігається з центром архідіоцезії, таким чином митрополит в католицькій церкві обов'язково є архієпископом. У деяких країнах (Італія, США та інших) митрополії об'єднані в церковні регіони. Єпископи більшості країн об'єднані в конференцію єпископів, що володіють великими повноваженнями в організації церковного життя країни.
Єпархії складаються з парафій, які очолюють парафіяльні настоятелі, підлеглі єпископу. Настоятелю парафії можуть допомагати інші священники, звані вікаріями. Іноді розташовані поруч парафії об'єднуються в деканати.
Особливу роль у католицькій церкві грають чернечі ордени та конгрегації, а також товариство апостольського життя. Чернечі ордени мають власні статути (затверджуються Папою), їх територіальна організація не завжди співвідноситься з церковним єпархіальним устроєм. Першим став монаший орден бенедиктинців. До цієї пори нараховується близько 140 орденів та спільнот. Місцеві одиниці чернечих орденів і згромаджень іноді підпорядковуються місцевим єпархіальним єпископам, а іноді безпосередньо Папі. Ряд чинів та згромаджень мають одноосібного главу (Генерал ордена, генеральний настоятель) і чітку ієрархічну структуру; інші являють собою об'єднання повністю автономних громад.

### Святий Престол, папство, Римська курія та Колегія кардиналів

Знак влади римського архиєпископа — ключі святого Петра

Ієрархію католицької церкви очолює єпископ Риму, знаний як папа (лат. papa; «батько»), який є главою католицької церкви. Чинний папа  Лев XIV був обраний 8 травня 2025 року папським конклавом.
Посада папи знана як папство. Католицька церква вважає, що Христос встановив папство, передавши ключі від неба святому Петру. Його церковна юрисдикція називається «Святий Престол» (лат. Sancta Sedes), або «Апостольський Престол» (мається на увазі вид апостола Петра). Безпосередньо службою папі є Римська курія, центральний орган управління, який здійснює повсякденну діяльність католицької церкви.
Папа також є сувереном Ватикану, невеликого міста-держави, повністю закріпленого в межах міста Рима, що є суттю, відмінною від Святого Престолу. Як глава Святого Престолу, а не як глава держави Ватикан, Папа приймає послів держав і посилає їм своїх дипломатичних представників. Святий Престол також вручає ордени, нагороди та медалі, такі як лицарські ордени, що походять із Середньовіччя.
Хоча знаменитий собор Святого Петра знаходиться у Ватикані, над традиційним місцем могили Святого Петра, папським собором Римської єпархії є Латеранська базиліка, розташована в межах міста Рим, хоча користується екстериторіальними привілеями, акредитованими Святим Престолом.
Посада кардинала — це почесне звання, яке папи присвоюють певним клірикам, таким як лідери Римської курії, єпископи, які служать у великих містах, та визначні богослови. За порадою та допомогою в управлінні папа може звернутися до колегії кардиналів.
Після смерті або відставки папи, члени Колегії кардиналів, яким не виповнилося 80 років, діють як колегія виборців, збираючись у папському конклаві, щоб обрати наступника. Хоча конклав може обрати папою будь-якого чоловіка-католика, починаючи з 1389 року обирали лише кардиналів.

### Канонічне право

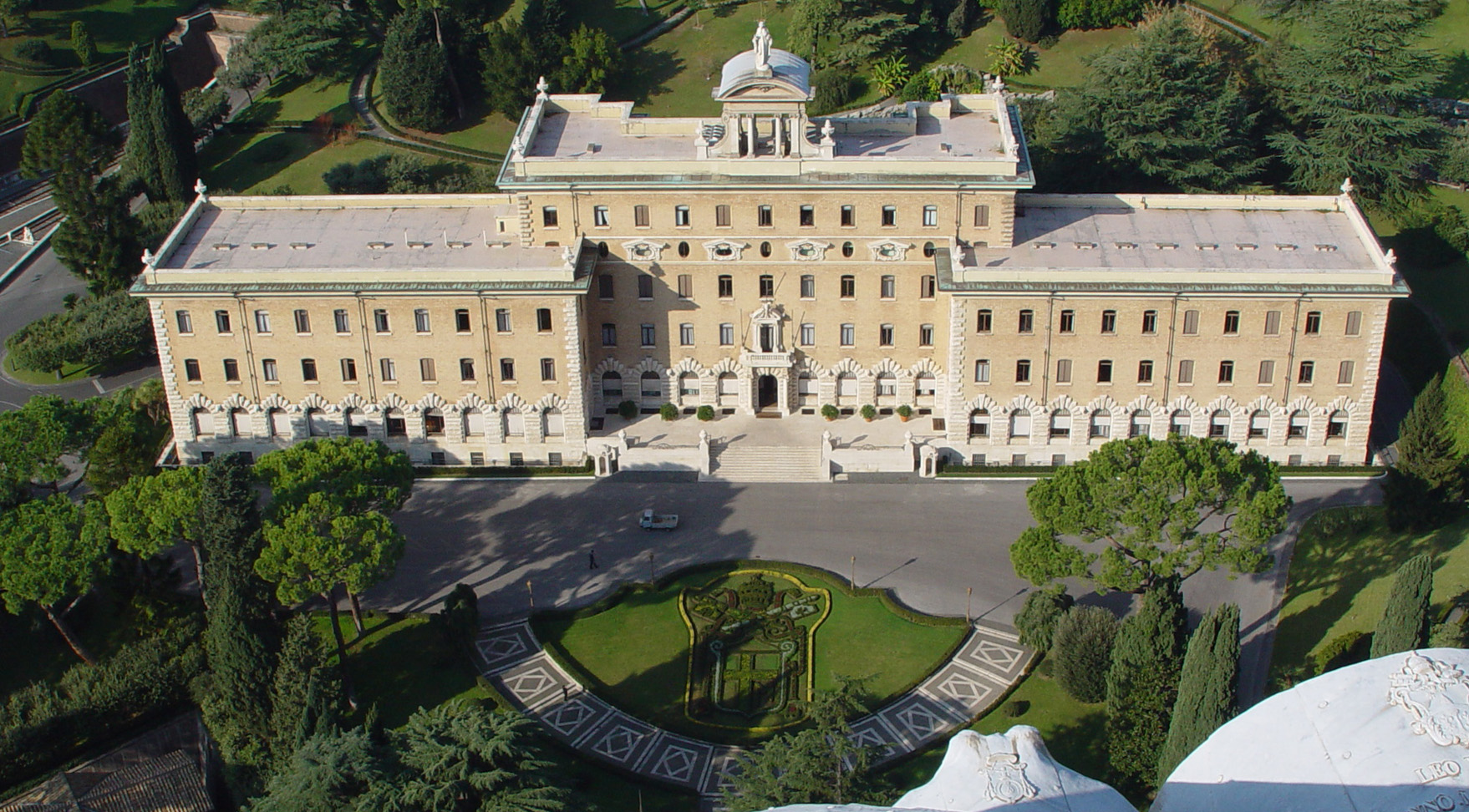
Резиденція Римської курії у Ватикані

Канонічне право (лат. jus canonicum) — це система законів і правових принципів, створених і виконуваних ієрархічними властями католицької церкви для регулювання її зовнішньої організації та управління, а також для упорядкування та спрямування діяльності католиків на місію церкви. Канонічне право Латинської церкви було першою сучасною західною правовою системою і є найстарішою постійно діючою правовою системою на Заході, тоді як особливі традиції східного канонічного права керують 23 східними католицькими окремими церквами sui iuris.
Позитивні церковні закони, прямо чи опосередковано засновані на незмінному божественному законі чи природному праві, отримують формальну владу у випадку загальних законів з оприлюднення верховним законодавцем — Верховним понтифіком — який володіє сукупністю законодавчої, виконавчої та судової влади в його особі, тоді як окремі закони отримують формальну владу від оприлюднення законодавцем, який поступається верховному законодавцю, будь то звичайний чи делегований законодавець. Фактичний предметний матеріал канонів має не просто догматичний чи моральний характер, а всеосяжний стан людини. У ньому є всі звичайні елементи зрілої правової системи: закони, суди, адвокати, судді, повністю сформульований правовий Кодекс римо-католицької церкви, а також Кодекс східних католицьких церков, принципи правового тлумачення та примусові покарання.
Канонічне право стосується життя та організації католицької церкви і відрізняється від цивільного права. У своїй галузі він надає силу цивільному законодавству лише шляхом спеціального прийняття таких рішень, як опіка над неповнолітніми. Подібним чином цивільне право може надати силу канонічному праву у своїй галузі, але лише шляхом спеціального прийняття, як щодо канонічних шлюбів. Тепер[коли?] для римо-католицької церкви діє Кодекс канонічного права 1983 року. Виразний Кодекс канонів східних церков (CCEO, після латинських ініціалів) застосовується до автономних східних католицьких церков.

### Латинська та східні церкви

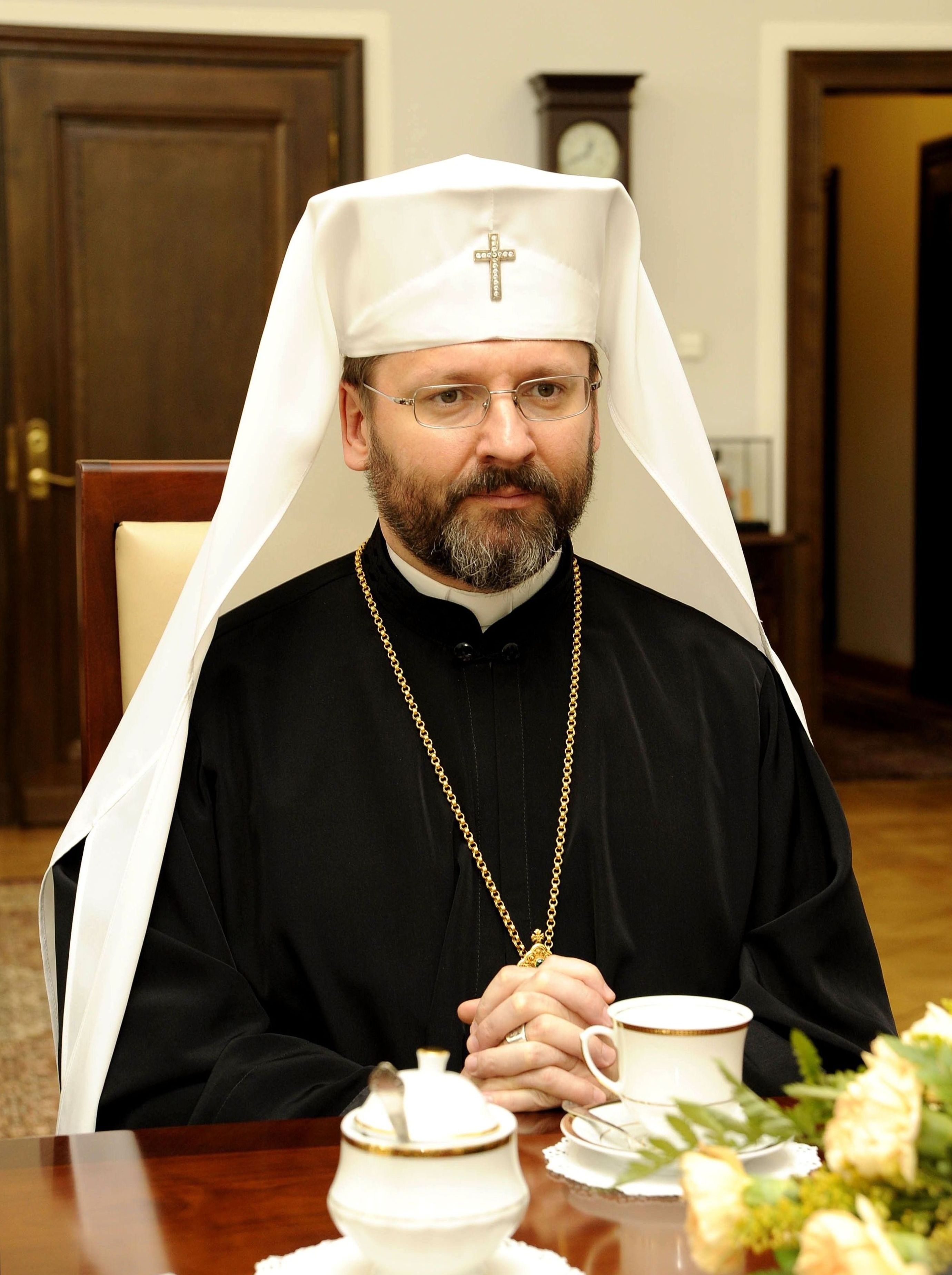
Предстоятель УГКЦ Верховний архиєпископ Києво-Галицький Святослав

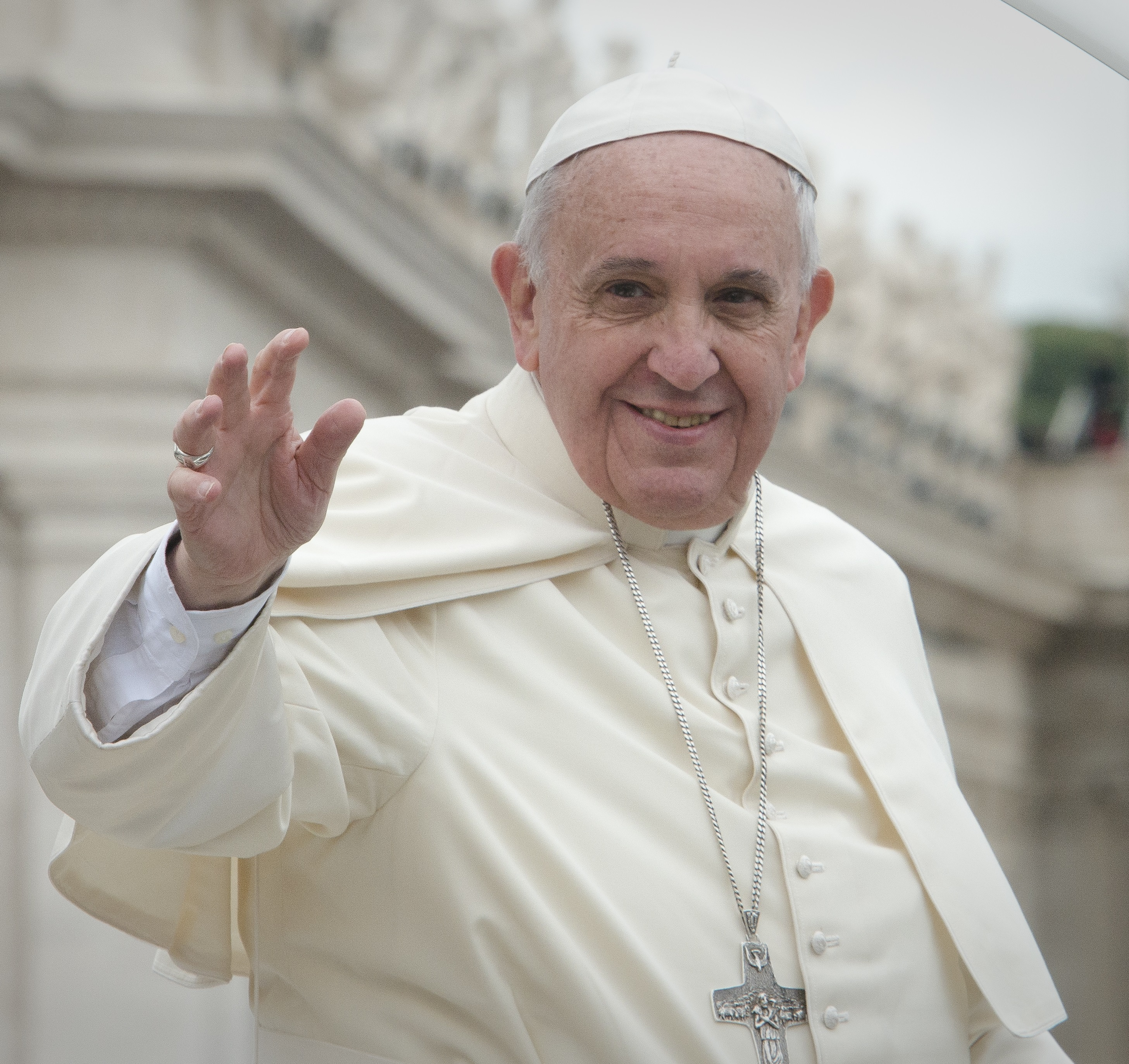
Лев XIV є 267-м Папою, єпископом Риму і сувереном Ватикану.

У перші тисячі років католицької історії в західних та східних християнських районах Європи склалися різні різновиди християнства. Хоча більшість церков східних традицій вже не спілкуються з католицькою церквою після Великого розколу 1054 р., у даний існують автономні окремі церкви обох традицій, також знані як «церкви sui iuris» («власного права»). Найбільшою та найвідомішою є римо-католицька церква, єдина церква західних традицій, яка налічує понад 1 мільярд членів у всьому світі. Порівняно невеликими за рівнем прихильників, порівняно з римо-католицькою церквою, є 23 самоврядні східні католицькі церкви із загальним числом членів понад 18 млн.
Римо-католицька церква управляється папою та єпархіальними єпископами, безпосередньо призначеними ним. Папа виконує безпосередню патріархальну роль над римо-католицькою церквою, яка, як вважається, утворює первісну і все ще основну частину західного християнства, спадщину певних вірувань та звичаїв, що походять з Європи та північно-західної Африки, деякі з яких успадковуються багатьма християнськими конфесіями які ведуть свій початок від протестантської Реформації.
Східні католицькі церкви слідують традиціям і духовности східного християнства і є церквами, які завжди залишалися в повному спілкуванні з католицькою церквою або які вирішили знову вступити в повне спілкування у століттях після східно-західного розколу та попередніх поділів. Ці церкви є громадами католицьких християн, форми богослужінь яких відображають різні історичні та культурні впливи, а не відмінності в теології.
Церковний sui iuris визначений у Кодексі канонів для східних церков як «група християнських вірних, об'єднаних ієрархією», яка визнана папою як його найвищою владою з питань теології в церкві. Цей термін є нововведенням ККСЦ для позначення відносної автономії східних католицьких церков, які залишаються в повному спілкуванні з Папою, але мають структури управління та літургійні традиції, окремі від традицій римо-католицької церкви. Хоча канони римо-католицької церкви прямо не використовують цей термін, він мовчки визнаний рівнозначним.

Деякими східними католицькими церквами керує патріарх, який обирається синодом єпископів цієї церкви, інші очолює верховний архієпископ, інші перебувають під керівництвом митрополита, а інші організовані як окремі єпархії. Кожна церква має владу над деталями своєї внутрішньої організації, літургійними обрядами, літургійним календарем та іншими аспектами своєї духовності, підпорядковуючись лише авторитету папи. Римська курія має спеціальний департамент — Конгрегацію Східних Церков, щоб підтримувати з ними стосунки. Папа зазвичай не призначає єпископів або священнослужителів у східних католицьких церквах, відкладаючи свої внутрішні структури управління, але може втрутитися, якщо він вважатиме це за потрібне.

### Діоцезії, парафії, організації та інститути

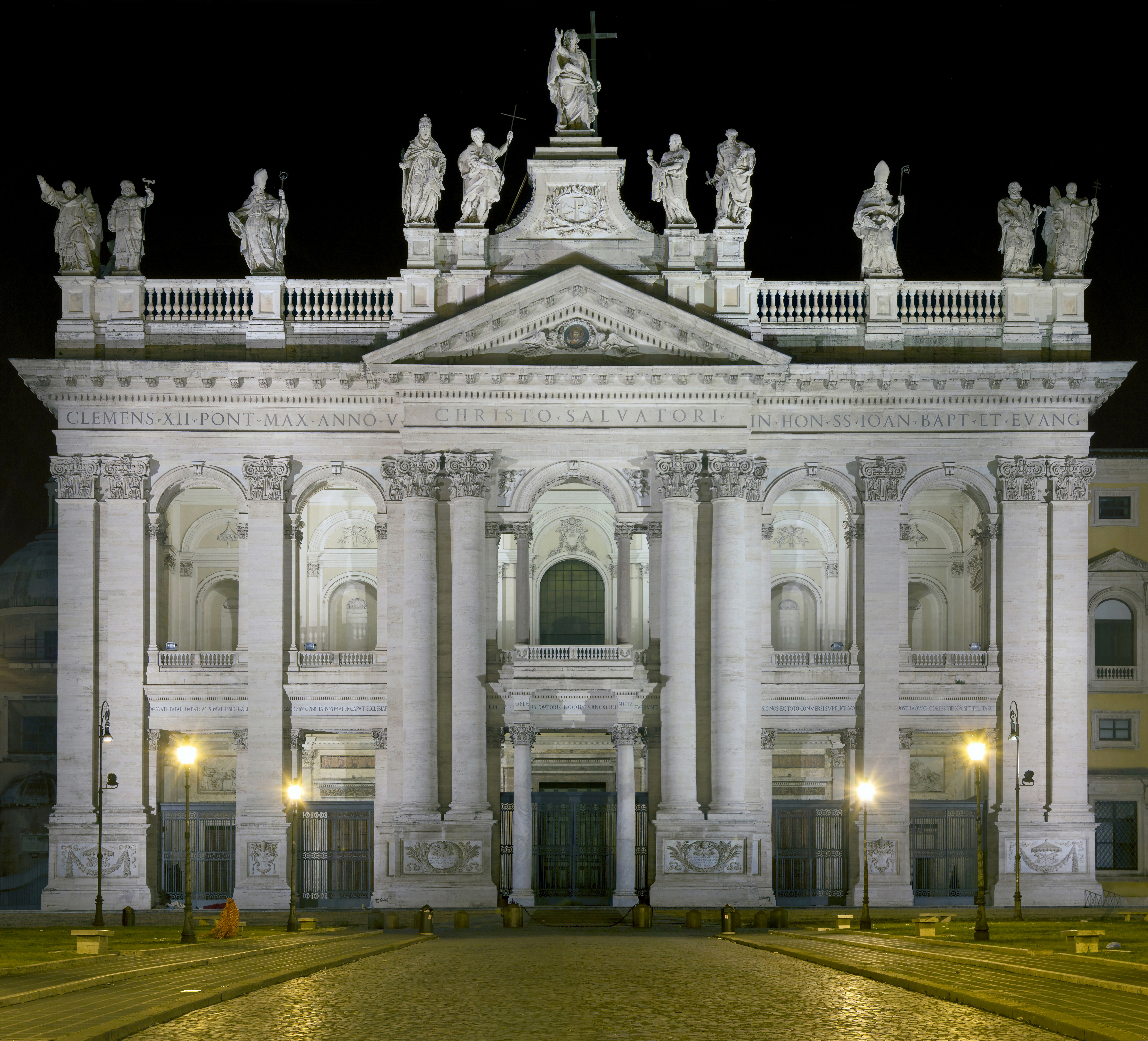
Латеранська базиліка, собор Римської єпархії

Окремі країни, регіони чи великі міста обслуговуються певними церквами, відомими як діоцезії в латинській церкві, або єпархіями у східних католицьких церквах, кожна з яких контролюється єпископом. Станом на 2008 рік, католицька церква налічує 2795 дієцезій. Єпископи в певній країні є членами національної або регіональної єпископської конференції.
Діоцезії поділяються на парафії, кожна з яких має одного або декількох священиків, дияконів або мирян церковних служителів. Парафії відповідають за щоденне святкування таїнств та душпастирство мирян. Станом на 2016 рік у світі існує 221 700 парафій.
У римо-католицькій церкві католицькі чоловіки можуть служити дияконами або священниками, приймаючи причастя. Чоловіки та жінки можуть служити надзвичайними служителями Святого Причастя, читачами (лекторами) або послугами вівтаря. Історично склалося так, що хлопчикам і чоловікам було дозволено служити лише вівтарними слугами; однак з 1990-х років дівчатам і жінкам також це дозволяється.
Висвячені католики, а також представники мирян можуть вступати в освячене життя або на індивідуальній основі, як відлюдники або посвячена незаймана, або вступаючи до інституту освяченого життя (релігійний інститут або світський інститут), у який прийматимуть обітниці, що підтверджують їхнє бажання слідувати трьом євангельським порадам цнотливости, бідности та послуху. Прикладами інститутів свяченого життя є бенедиктинці, кармеліти, домініканці, францисканці, місіонери милосердя, легіонери Христа та сестри милосердя.
«Релігійні інститути» — це сучасний термін, що охоплює як «релігійні ордени», так і «релігійні конгрегації», які колись виділялися в канонічному праві. Терміни «релігійний порядок» та «релігійний інститут», як правило, вживаються як синоніми в розмовній формі.
За допомогою католицьких благодійних організацій та не тільки, католицька церква є найбільшим недержавним постачальником освіти та охорони здоров'я у світі.

### Кількість вірних
| Географічний розподіл католиків у 2018 році | Географічний розподіл католиків у 2018 році | Географічний розподіл католиків у 2018 році | Географічний розподіл католиків у 2018 році | Географічний розподіл католиків у 2018 році |
| ------------------------------------------- | ------------------------------------------- | ------------------------------------------- | ------------------------------------------- | ------------------------------------------- |
| Америка                                     | Америка                                     |                                             | 48.3%                                       | 48.3%                                       |
| Європа                                      | Європа                                      |                                             | 21.5%                                       | 21.5%                                       |
| Африка/Океанія                              | Африка/Океанія                              |                                             | 19.1%                                       | 19.1%                                       |
| Азія                                        | Азія                                        |                                             | 11.1%                                       | 11.1%                                       |
|                                             |                                             |                                             |                                             |                                             |

Відсоток католиків за країнами

Кількість католиків за країнами

Католицизм є другим за чисельністю релігійним органом у світі, перевершений за своїми розмірами лише сунітським ісламом. На кінець 2018 року кількість церковних членів, визначених хрещеними католиками, становила 1,329 мільярда, що становить 18% світового населення. Католики представляють приблизно половину всіх християн.
Географічний розподіл католиків у всьому світі продовжує змінюватися: 17,8% в Африці, 48,3% в Америці, 11,1% в Азії, 21,5% в Європі та 0,9% в Океанії.
Серед католицьких служителів є священнослужителі, миряни, місіонери та катехити. Також станом на кінець 2014 року було 465 595 священнослужителів, у тому числі 5 237 єпископів, 415 792 священників (єпархіальних та релігійних) та 44 566 дияконів (постійних). Серед непосвячених служителів було 3 157 568 катехитів, 367 679 мирян-місіонерів та 39 951 церковних служителів.
Католики, які віддали свої обов'язки релігійному чи освяченому життю замість шлюбу чи єдиного безшлюбства, як стан життя або відносне покликання, включають 54 559 релігійних чоловіків та 705 529 релігійних жінок. Вони не є висвяченими, ані взагалі не вважаються міністрами, якщо вони також не зайняті в одній із вищезазначених категорій мирян.

## Догматика
Католицька догматика складалася протягом століть, відображаючи прямі вчення ранніх християн, офіційні визначення єретичних та православних вірувань Вселенськими соборами та папськими буллами, а також теологічні суперечки вчених. Церква вважає, що вона постійно керується Святим Духом, коли вона розпізнає нові богословські проблеми і захищається безпомилково від падіння доктринальних помилок, коли буде прийнято тверде рішення з того чи іншого питання.
Він вчить, що одкровення має одне спільне джерело, Бога, і два різні способи передачі: Святе Письмо та Священну традицію, і що вони автентично тлумачаться Учительством. Священне Письмо складається з 73 книг католицької Біблії, що складається з 46 творів Старого Завіту та 27 писань Нового Завіту. Священна традиція складається з тих вчень, які, на думку церкви, були передані ще з часів апостолів. Святе Письмо і Священна традиція в сукупности знані як «депозит віри» (лат. depositum fidei). Вони, в свою чергу, інтерпретуються Учительством (від магістер, латинське — «вчитель»), церковним авторитетом, який здійснює папа та Колегія єпископів в єдності з папою, єпископом Риму. Католицька доктрина авторитетно узагальнена в Катехизмі католицької церкви, опублікованому Святим Престолом.

## Природа Бога

### Основні правди віри

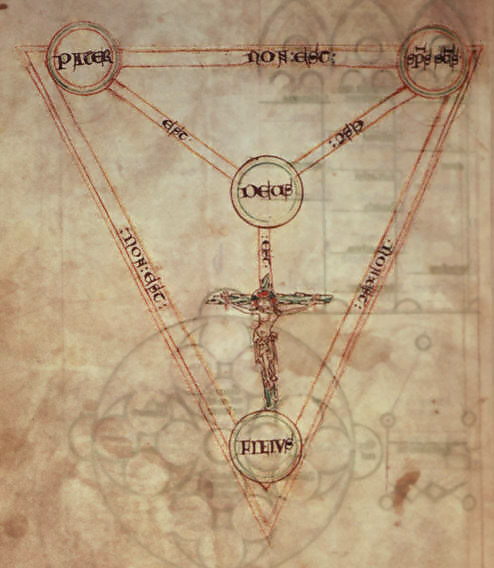
Рукописна версія традиційної богословської схеми Щит Трійці, 1210

Католицька церква вважає, що існує один вічний Бог, який існує як перихорез («взаємне проживання») з трьох іпостасей, або «осіб»: Бог Отець; Бог Син; і Бог Дух Святий, яких разом називають «Святою Трійцею».
Католики вірять, що Ісус Христос є «Другою Особою» Трійці, Богом Сином. У події, відомої як Втілення, силою Святого Духа Бог об'єднався з людською природою через зачаття Христа в утробі Пресвятої Діви Марії. Отже, Христос розуміється як одночасно повністю божественний і повністю людський, включаючи людську душу. Вчиться, що місія Христа на землі передбачала надання людям своїх вчень і надання свого прикладу для наслідування, як це записано в чотирьох Євангеліях. Вважається, що Ісус залишився безгрішним, перебуваючи на землі, і дозволив несправедливо стратити себе розп'яттям, як саможертву, щоб примирити людство з Богом; це примирення знане як Пасхальна таємниця. Грецький термін «Христос» та єврейський «Месія» означають «помазаник», посилаючись на християнську віру, що смерть та воскресіння Ісуса є виконанням месіанських пророцтв Старого Завіту.
Католицька церква вчить догматично, що «Святий Дух вічно походить від Отця і Сина, не як з двох принципів, а як з одного єдиного принципу». Вона стверджує, що Батько, як «принцип без принципу», є першим походженням Духа, але також що він, як Батько Єдиного Сина, є разом із Сином єдиним принципом, з якого Дух виходить. Ця віра виражена в пункті Філіокве, який був доданий до латинської версії Нікейського символу віри 381 року, але не включений до грецьких версій віросповідання, що використовуються у східному християнстві.

### Природа церкви
Католицька церква вчить, що це «єдина справжня церква», «загальний таїнство спасіння для людського роду», і «єдина справжня релігія». Згідно з Катехизмом, католицька церква далі описується в Нікейському символі віри як «єдина, свята, соборна і апостольська церква». Вони спільно знані як Чотири знаки церкви. Церква вчить, що її засновником є Ісус Христос. У Новому Завіті зафіксовано кілька подій, які вважаються невід'ємними для становлення католицької церкви, включаючи діяльність та навчання Ісуса та призначення апостолів свідками Його служіння, страждань та воскресіння. Після його воскресіння Велике доручення наказало апостолам продовжувати його справу. Прихід Святого Духа на апостолів, у події, відомої як П'ятидесятниця, розглядається як початок публічного служіння католицької церкви. Церква вчить, що всі належним чином посвячені єпископи мають пряму спадщину від апостолів Христа, відому як апостольська спадкоємність. Зокрема, єпископ Риму (Папа Римський) вважається наступником апостола Петра, на якому він отримує свою верховенство над церквою.
Католицька віра стверджує, що церква «є постійною присутністю Ісуса на землі» і що вона одна має цілі засоби спасіння. Завдяки страсті (стражданню) Христа, що приводить до Його розп'яття, як описано в Євангеліях, сказано, що Христос зробив себе жертвою для Бога Отця, щоб примирити людство з Богом; Воскресіння Ісуса робить його первістком із мертвих, першим серед багатьох братів. Примирившись з Богом і слідуючи Христовим словам і ділам, людина може увійти в Царство Боже. Церква розглядає свою літургію та таїнства як увічнення благодаті, досягнутої через жертву Христа для зміцнення стосунків людини з Христом та допомоги у подоланні гріха.

### Страшний суд
Католицька церква вчить, що одразу після смерті душа кожної людини отримає певний суд від Бога, оснований на їхніх гріхах і їхніх стосунках з Христом. Це вчення також свідчить про інший день, коли Христос буде сидіти на Страшному суді всього людства. Цей Страшний суд, згідно з вченням церкви, покладе кінець історії людства і позначить початок як нового, так і кращого неба та землі, якими керує Бог у праведності.
Залежно від рішення, винесеного після смерті, вважається, що душа може потрапити в один із трьох станів потойбічного світу:
- Небо (Рай) — це стан нескінченного єднання з божественною природою Бога не онтологічно, а благодаттю. Це вічне життя, в якому душа споглядає Бога у невпинному блаженстві.[98]
- Чистилище —це тимчасова умова для очищення душ, які, хоча і призначені для Неба, не повністю відірвані від гріха і, отже, не можуть негайно увійти на Небо. У Чистилищі душа страждає, очищається і вдосконалюється. Молитвами вірних на землі та заступництвом святих душам у чистилищі може допомогти досягнення неба.[99]
- Остаточне прокляття (Пекло): нарешті, ті, хто наполегливо живе в стані смертного гріха і не кається перед смертю, піддаються пеклі, вічній розлуці з Богом. Церква вчить, що ніхто не засуджений до пекла, якщо вільно не вирішив відкинути Бога. Ніхто не призначений до пекла, і ніхто не може з абсолютною впевненістю визначити, кого засудили до пекла. Католицизм вчить, що завдяки Божому милосердю людина може покаятися в будь-який момент перед смертю, бути осяяною правдою католицької віри і таким чином отримати спасіння. Деякі католицькі теологи припускають, що душі нехрещених немовлят та нехристиян без смертного гріха, але які помирають з первородним гріхом, попадають до пекла, хоча це не є офіційною догмою церкви.[100]

### Святі та побожні
Святий — це особа, яка визнана винятковою мірою святости, подоби або близькости до Бога, тоді як канонізація — це акт, яким християнська церква заявляє, що померла людина була святою, після якого оголошення особа включена до «канону», або списку, визнаних святих. Першими особами, яких шанували як святих, були мученики. Благочестиві легенди про їх смерть вважалися підтвердженням істини їхньої віри в Христа. Однак до IV століття «сповідників» — людей, які визнали свою віру не смертю, а словом і життям — стали публічно шанувати.
У католицькій церкві акт канонізації зарезервований Апостольським Престолом і відбувається в кінці тривалого процесу, що вимагає великих доказів того, що кандидат у канонізацію жив і помер таким зразковим і святим способом що він гідний того, щоб його визнали святим. Офіційне визнання церквою святості означає, що людина зараз перебуває на Небі, і що до неї можна публічно звертатися і згадувати офіційно в літургії церкви, зокрема в Літанії святих. Канонізація дозволяє загальне шанування святого в літургії римського обряду; для дозволу на місцеве вшанування необхідна лише беатифікація.
Набожність — це «зовнішні практики благочестя», які не є частиною офіційної літургії католицької церкви, але є частиною популярних духовних практик католиків. Сюди входять різні практики щодо шанування святих, особливо шанування Діви Марії. Інші практики поклоніння включають Хресна дорога, Найсвятіше Серце Ісуса, Святе Обличчя Ісуса, різні шкапуляри, дев'ятниці до різних святих, паломництва та поклоніння Пресвятому Таїнству, а також шанування святих образів, таких як сантос. Єпископи на Другому Ватиканському соборі нагадали католикам, що «богослужіння повинні складатися настільки, щоб вони узгоджувались з літургійними сезонами, узгоджувались із священною літургією, якимось чином походять від неї і вели людей до неї, оскільки, літургія за своєю природою значно перевершує будь-яку з них».

### Діва Марія

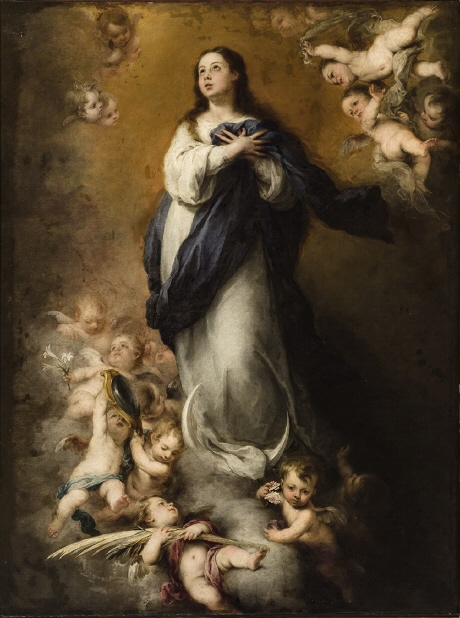
Пресвята Діва Марія високо цінується в Католицькій церкві, проголошуючи її Богородицею, вільною від первородного гріха і заступницею.

Католицька маріологія займається вченнями та вченнями, що стосуються життя Марії, матері Ісуса, а також шанування Марії вірними. З особливою увагою ставляться до Марії, проголошеної Богородицею (грец. Θεοτόκος, романізована: Богородиця, букв. «Богоносець»), і вважається догмою, що залишалася незайманою протягом усього свого життя. Подальші вчення включають вчення про Непорочне Зачаття (її власне зачаття без плями первородного гріха) та Успіння Марії (про те, що її тіло було прийнято безпосередньо на небо в кінці її життя). Обидві ці доктрини були визначені як безпомилкова догма Папою Пієм IX у 1854 р. та Папою Пієм XII у 1950 р. відповідно, але лише після консультацій з католицькими єпископами у всьому світі, щоб з'ясувати, що це католицька віра.
Відданість Марії є частиною католицької благочестя, але відрізняється від поклоніння Богу. Практики включають молитви та маріанське мистецтво, музику та архітектуру. Протягом церковного року відзначається кілька літургійних Маріанських свят, і вона вшановується багатьма титулами, такими як Королева Неба. Папа Павло VI назвав її Матір'ю церкви, оскільки, народжуючи Христа, вона вважається духовною матір'ю кожного члена Тіла Христового. Через її впливову роль у житті Ісуса, молитви та богослужіння, такі як «Богородице Діво», вервиця, «Salve Regina» та «Memorare» є поширеною католицькою практикою. Також популярними католицькими набожними є паломництво до місць, якими підтверджує церква кілька марійських явищ, таких як Люрд, Фатіма та Гваделупе.

### Відмінності богослов'я від Східної православної церкви
Догмати католицької церкви відрізняються від учення православ'я — та мають такі ознаки:
- догмат про походження Святого Духа (filioque) — від Бога Отця і від Бога-Сина, на відміну від православ'я, де визнається сходження Святого Духа тільки від Бога Отця;
- догмат про непомильність Папи — у справах віри з питань віри й моралі Папа Римський, як Найвищий глава церкви не може помилятися.
- широке шанування Діви Марії; Догмат про непорочне зачаття Діви Марії і догмат про внебовзяття душі і тіла Діви Марії.
- вчення про чистилище — проміжне місце між раєм та пеклом, у якому душі грішників очищуються, перш ніж отримати вічне щастя в раю;
- безшлюбність усього духовенства в римському католицизмі;
- постійність священства — священник, раз висвячений, не може залишити духовного сану;
- почесний титул кардинала, якого немає в інших християнських церквах;
- нерозривність таїнства шлюбу.

## Таїнства

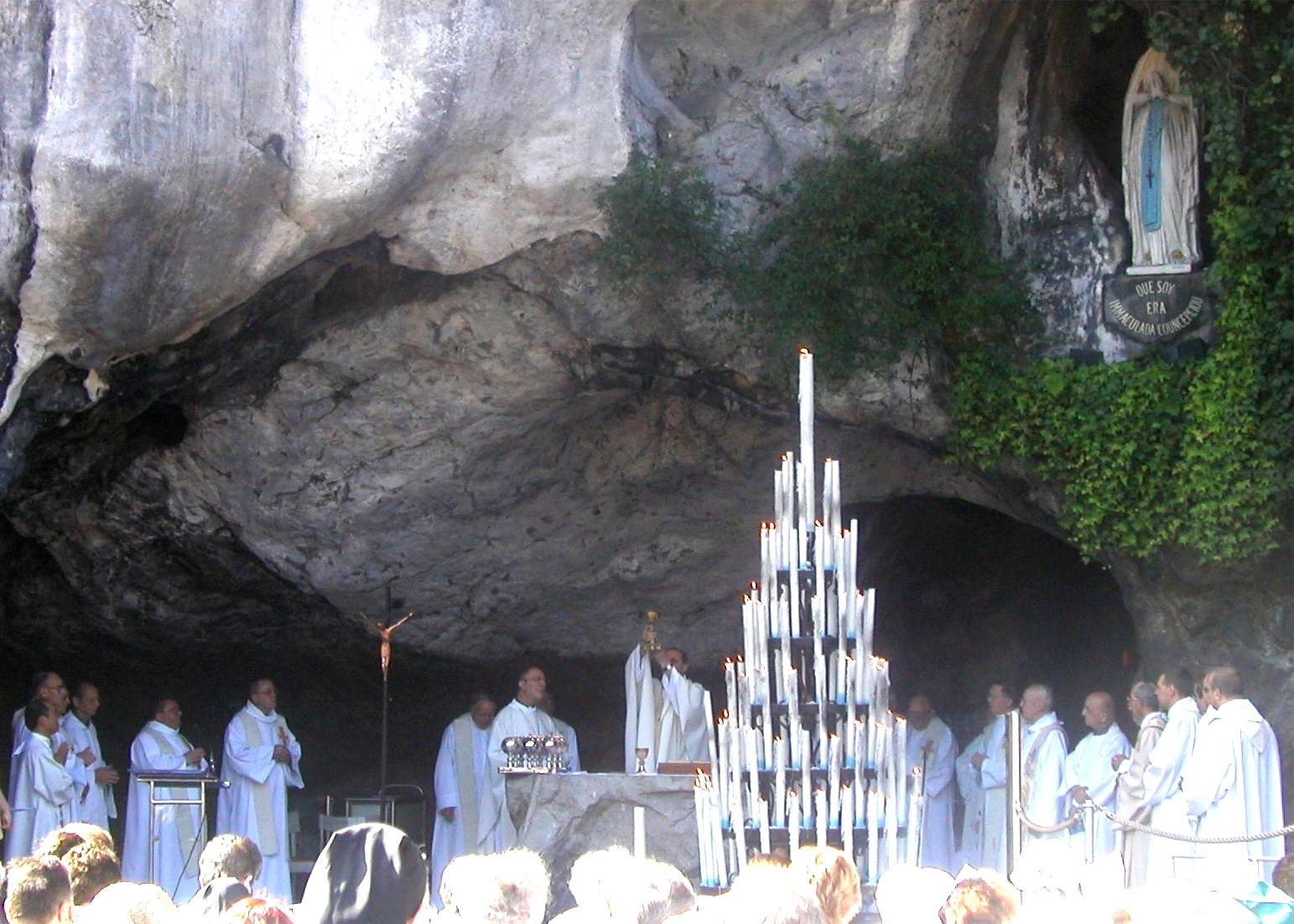
Меса у Ґроті в Лурді, Франція. Чаша демонструється людям відразу після освячення вина.

Католицька церква вчить, що їй було доручено сім таїнств, встановлених Христом. Кількість та характер таїнств були визначені кількома Вселенськими соборами, останнім часом Триденський собор. Це хрещення, миропомазання, євхаристія, сповідь, єлеопомазання (це помазання хворих, раніше називались останнім поклонінням, одним із «останніх обрядів»), священство та вінчання. Таїнства — це видимі ритуали, які католики розглядають як ознаки присутности Бога та ефективні канали Божої благодаті для всіх, хто їх приймає з належним розпорядженням (ex opere operato). Катехизм католицької церкви класифікує таїнства на три групи: «таїнства християнського посвячення», «таїнства зцілення» та «таїнства на службі причастя та місії вірних». Ці групи широко відображають етапи природного та духовного життя людей, яким призначено кожне причастя.
Літургії таїнств є центральними для місії церкви. Згідно з Катехизмом католицької церкви:
У літургії Нового Завіту кожна літургічна дія, особливо звершення Євхаристії та причастя, є зустріччю між Христом та церквою. Свою єдність літургійне зібрання виводить із «спілкування Святого Духа», який збирає дітей Божих в єдине Тіло Христове. Ця асамблея перевершує расові, культурні, соціальні — насправді, всі людські спорідненості.
Згідно з церковною доктриною, церковні таїнства вимагають належної форми, сутности та намірів, щоб бути належним чином відсвяткуваними. Крім того, канонічні закони як для римо-католицької церкви, так і для східних католицьких церков визначають, хто може законно святкувати певні таїнства, а також суворі правила щодо того, хто може приймати таїнства. Зокрема, оскільки церква вчить, що Христос присутній в Євхаристії, тим, хто усвідомлює, що перебуває у стані смертного гріха, заборонено приймати причастя, доки вони не отримають відпущення через таїнство примирення (покаяння). Католики, як правило, зобов'язані утримуватися від їжі принаймні годину перед прийняттям причастя. Некатоликам також зазвичай заборонено приймати Євхаристію.
Католики, навіть якщо їм загрожує смерть і вони не можуть наблизитися до католицького служителя, не можуть просити про таїнства Євхаристії, покаяння чи помазання хворих у когось, наприклад у протестантського служителя, який, як відомо, не є дійсним висвячений відповідно до католицького вчення про рукоположення. Подібним чином, навіть у серйозних і нагальних потребах, католицькі служителі не можуть вділяти ці таїнства тим, хто не виявляє католицької віри в таїнстві. По відношенню до церков східного християнства, які не перебувають у спілкуванні зі Святим Престолом, католицька церква є менш обмежувальною, заявляючи, що «певне спілкування в sacris, а значить і в Євхаристії, за належних обставин та схвалення церковної влади, просто можливо, але заохочується».

### Таїнства посвячення

#### Хрещення

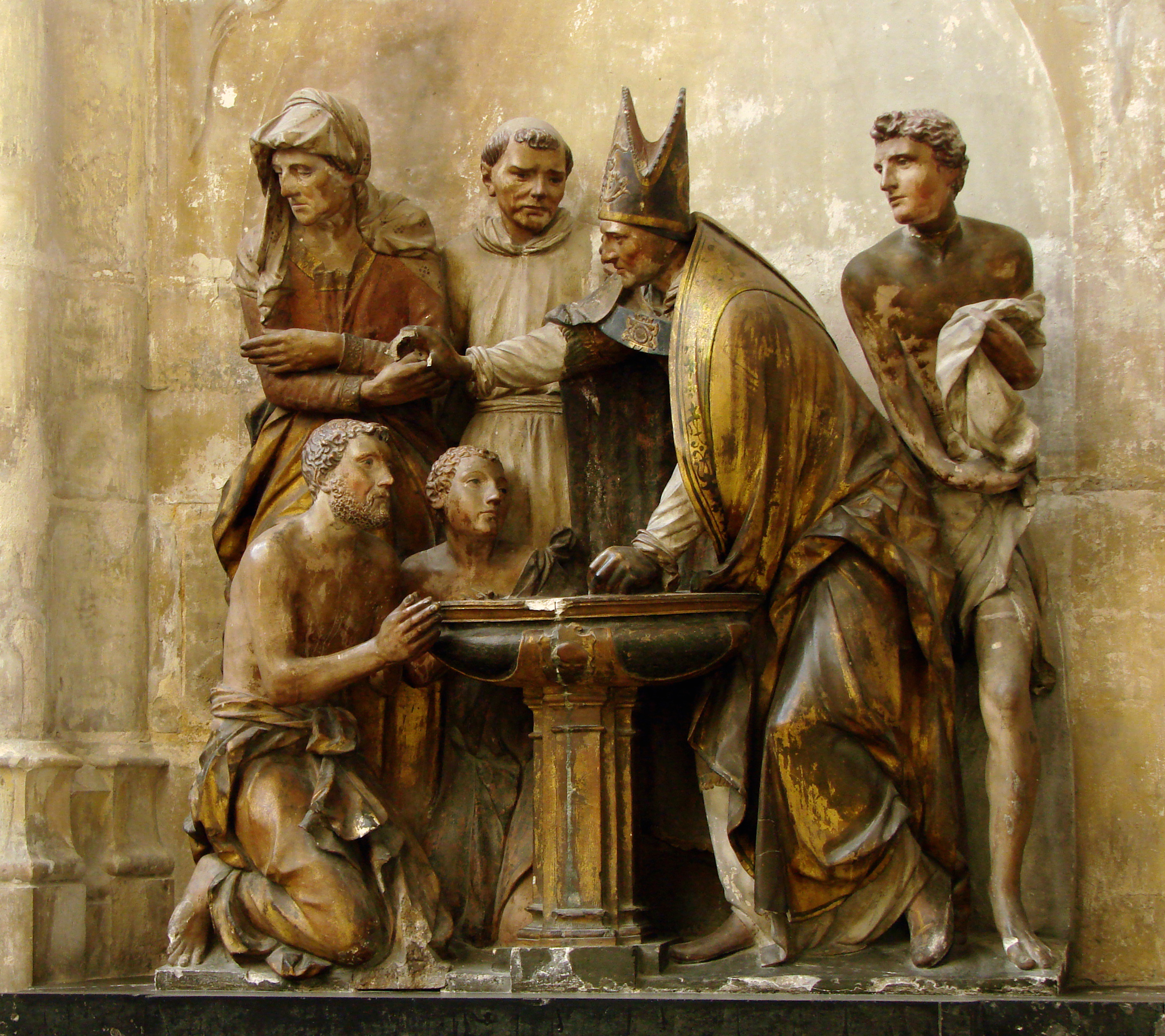
Хрещення Аврелія Августина, представлене в скульптурній групі в соборі Труа (1549), Франція

На думку католицької церкви, хрещення є першим із трьох таїнств посвячення як християнин. Це змиває всі гріхи, як первісний, так і особисті фактичні гріхи. Це робить людину членом церкви. Як дар Богом, що не вимагає заслуг хрещеного, він дарується навіть дітям, які хоч і не мають особистих гріхів, але потребують цього через первородний гріх. Якщо новонародженій дитині загрожує смерть, будь-хто — будь то лікар, медсестра чи батько — може охрестити дитину. Хрещення знаменує людину назавжди і не може бути повторене. Католицька церква визнає дійсними хрещення навіть людьми, які не є католиками чи християнами, за умови, що вони мають намір хрестити («робити те, що робить церква, коли вона хрестить») і якщо вони використовують формулу тринітарного хрещення.

#### Миропомазання
Католицька церква вважає таїнство конфірмації необхідним для завершення благодаті, даної в хрещенні. Коли хрестять дорослих, підтвердження, як правило, дається відразу після цього, що дотримується практика навіть у новохрещених немовлят у східних католицьких церквах. На Заході конфірмація дітей відкладається, поки вони не набувають достатнього віку для розуміння або на розсуд єпископа. У західному християнстві, зокрема католицизмі, таїнство називають конфірмацією, оскільки воно підтверджує і зміцнює благодать хрещення; у східних церквах це називається хризма, оскільки основним обрядом є помазання людини хризмою, сумішшю оливкової олії та деякими запашними речовинами, як правило, бальзамом, благословленими єпископом. Ті, хто отримує конфірмацію, повинні знаходитись у стані благодаті, що для тих, хто досяг розумного віку, означає, що їх спочатку слід духовно очистити таїнством покаяння; вони також повинні мати намір прийняти причастя і бути готовими показати у своєму житті, що вони християни.

#### Євхаристія

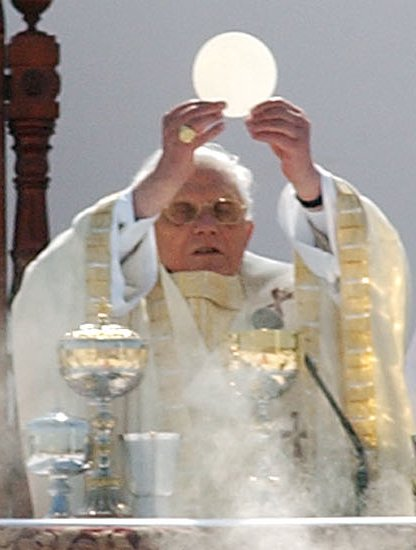
Папа Бенедикт XVI проводить Євхаристію при канонізації Фрея Гальвао в Сан-Паулу, Бразилія, 11 травня 2007 р.

Для католиків Євхаристія є таїнством, яке завершує християнське посвячення. Це описується як «джерело і вершина християнського життя». Церемонія, при якій католик вперше приймає Євхаристію, знана як Перше причастя.
Євхаристійне святкування, яке також називають месою або Божественною літургією, включає молитви та читання Писань, а також підношення хліба та вина, які священник приносить до вівтаря та освячує, щоб стати тілом та кров'ю Ісуса Христа, зміна, яка називається трансубстанціацією. Слова освячення відображають слова, сказані Ісусом під час Тайної вечері, коли Христос запропонував своє тіло та кров своїм апостолам у ніч перед своїм розп'яттям. Таїнство повторно представляє (робить присутнім) жертву Ісуса на хресті та увічнює її. Смерть і воскресіння Христа дарує благодать через таїнство, яке поєднує вірних із Христом і одне з одним, відмовляється від гріха, що несе гріх, і допомагає проти морального гріха (хоча сам смертний гріх прощається через таїнство покаяння).

### Таїнства зцілення
Двома таїнствами зцілення є таїнство покаяння та помазання хворих.

#### Сповідь

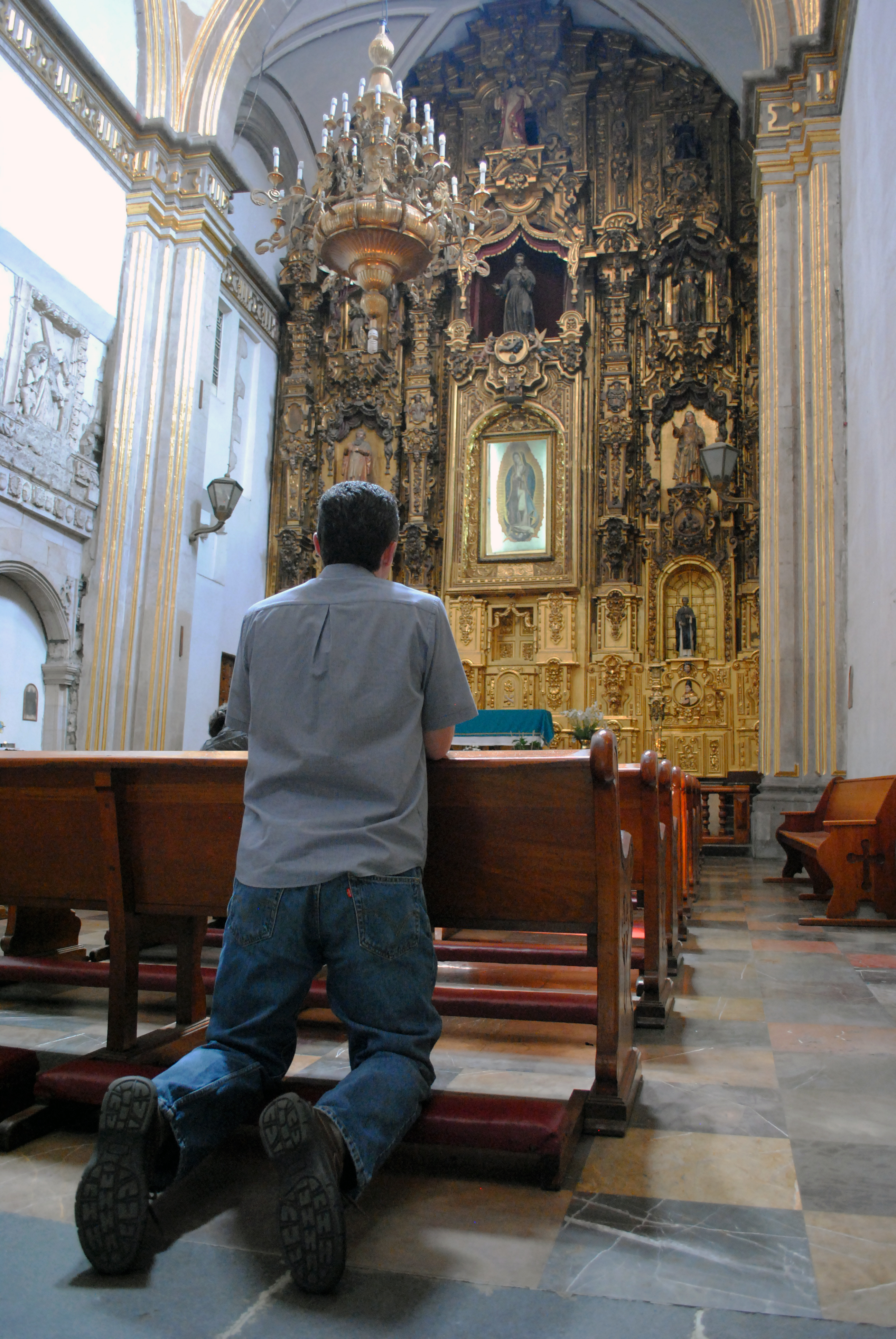
Віруючий католик молиться в церкві в Мексиці

Таїнство покаяння (також зване примиренням, прощенням, сповіддю та наверненням) існує для навернення тих, хто після хрещення відокремлює себе від Христа гріхом. Важливими для цього таїнства є дії як грішника (перевірка совісті, розкаяння з рішучістю не грішити знову, сповідь священику та виконання якогось акту для відновлення шкоди, заподіяної гріхом), так і священик (визначення акт відшкодування, який повинен бути здійснений, і звільнення). У серйозних гріхах (смертних гріхах) слід сповідуватись принаймні раз на рік і завжди перед причастям, тоді як також рекомендується визнання гріхів у віні. Священник зобов'язаний застосовувати найсуворіші покарання за збереження «печатки сповіді», абсолютної таємниці щодо будь-яких гріхів, відкритих йому на сповіді.

#### Єлеопомазання

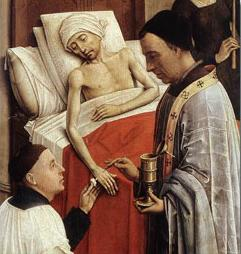
Триптих-малюнок триптіха «Вівтар» семи таїнств «Екстремального поклоніння» (Помазання хворих) олією, який священик проводив під час останніх обрядів. Рогір ван дер Вейден, c. 1445 рік.

Хоча хризма використовується лише для трьох таїнств, які неможливо повторити, священник або єпископ використовує іншу олію для благословення католика, який через хворобу чи старість почав загрожувати смертю. Вважається, що це таїнство, знане як «Помазання хворих», дає заспокоєння, спокій, мужність, а якщо хвора людина не може зробити зізнання, навіть прощення гріхів.
Таїнство також називають поклонінням, а в минулому — останнім поклонінням, і це один із трьох таїнств, що складають останні обряди, разом із покаянням і віатікумом (Євхаристією).

### Таїнства на службі причастя
Згідно з Катехизмом, існує два таїнства причастя, спрямовані на спасіння інших: священство та шлюб. В рамках загального покликання бути християнином, ці два таїнства «присвячують певній місії або покликанню серед народу Божого. Люди отримують священні накази про те, щоб годувати церкву словом і благодаттю. Подружжя одружуються, щоб їх любов зміцнилася виконувати обов'язки своєї держави».

#### Священство

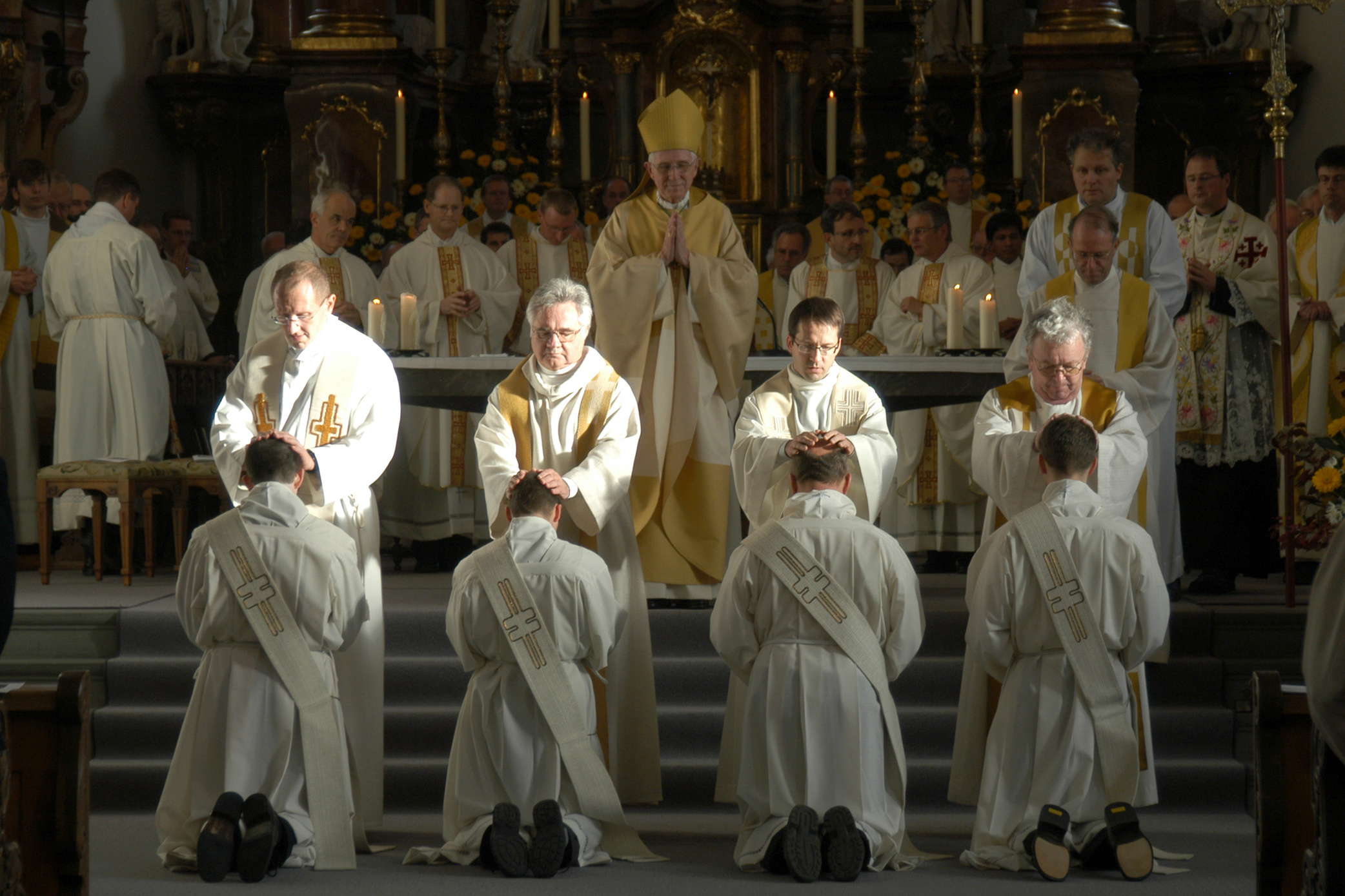
Під час обряду рукоположення священники покладають руки на обряди.

Таїнство священства освячує і заміщає деяких християн служити всьому тілу членами трьох ступенів або орденів: єпископату (єпископи), пресвітерату (священники) і дияконату (дяки). Церква визначила правила щодо того, хто може бути висвячений у духовенство. У римо-католицькій церкві священство, як правило, обмежене безшлюбними чоловіками, а єпископат — лише целібатними чоловіками. Чоловіки, які вже перебувають у шлюбі, можуть бути висвячені в певних східних католицьких церквах більшості країн, а також особистими ординаріатами і можуть стати дияконами навіть у Західній церкві (див. кліричний шлюб). Але, ставши католицьким священником, чоловік не може одружитися (див. кліричний безшлюбність), якщо він офіційно не схилений.
Усі священнослужителі, будь то диякони, священники чи єпископи, можуть проповідувати, навчати, хрестити, засвідчувати шлюби та проводити похоронні літургії. Тільки єпископи та священники можуть здійснювати таїнства євхаристії, примирення (покаяння) та помазання хворих. Тільки єпископи можуть здійснювати таїнство священних орденів, яке висвячує когось у духовенство.

#### Вінчання

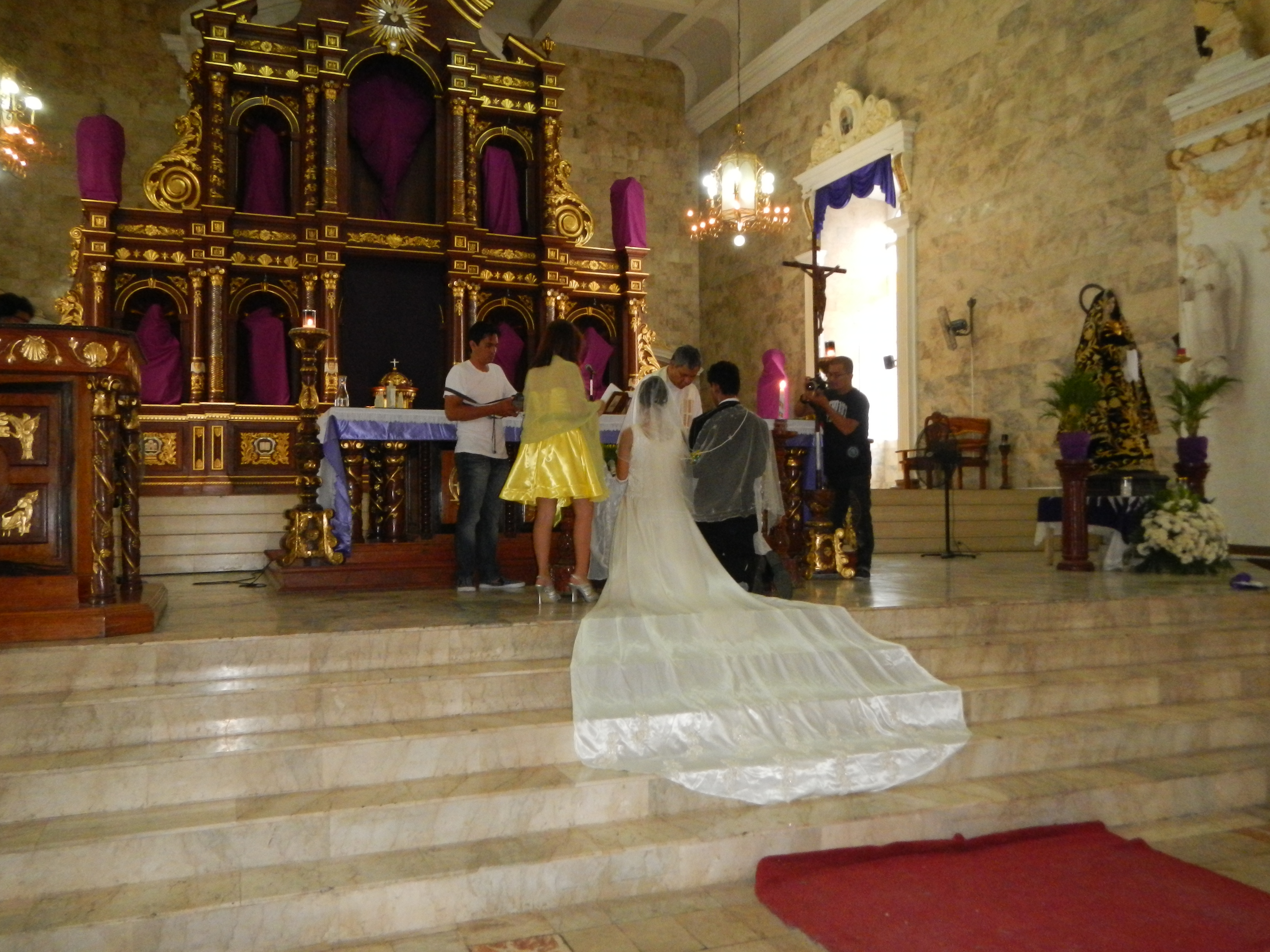
Весільна меса на Філіппінах

Католицька церква вчить, що шлюб — це соціальний і духовний зв'язок між чоловіком і жінкою, упорядкований на благо подружжя та продовження роду; згідно з католицькими вченнями про сексуальну мораль, це єдиний відповідний контекст для сексуальної активности. Католицький шлюб або будь-який шлюб між хрещеними особами будь-якої християнської конфесії розглядається як таїнство. Таємничий шлюб, коли він був здійснений, не може бути розірваний хіба що смертю. Церква визнає певні умови, такі як свобода згоди, які вимагаються для дійсности будь-якого шлюбу; Крім того, церква встановлює конкретні правила та норми, знані як канонічна форма, яких католики повинні дотримуватися.
Церква не визнає розлучення закінченням дійсного шлюбу і допускає визнаний державою розлучення лише як засіб захисту власности та добробуту подружжя та будь-яких дітей. Однак розгляд окремих справ компетентним церковним трибуналом може призвести до визнання недійсним шлюбу, декларації, яку зазвичай називають скасуванням. Повторний шлюб після розлучення не дозволяється, якщо попередній шлюб не був визнаний недійсним.

## Літургія

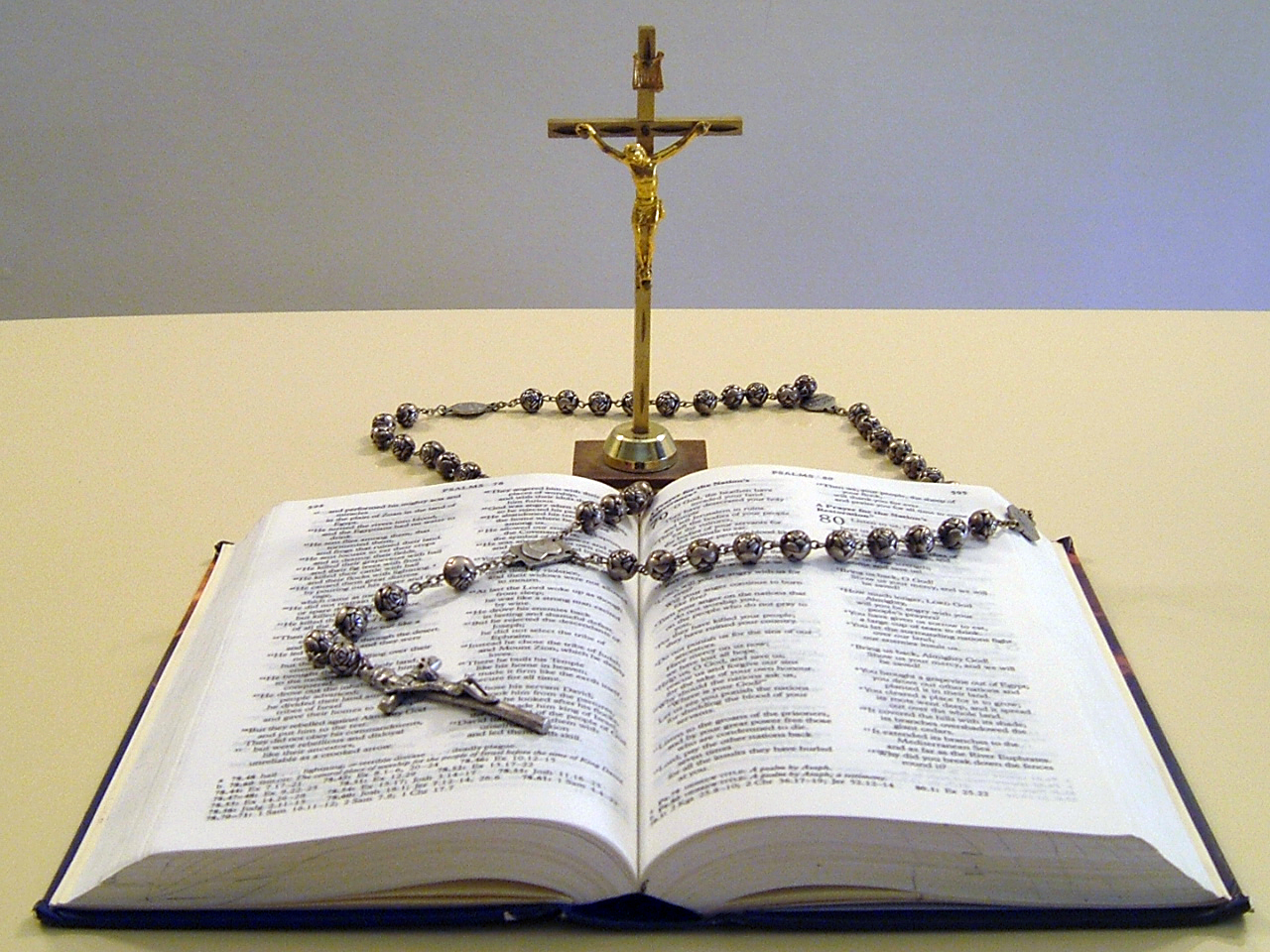
Католицькі релігійні предмети — Свята Біблія, розп'яття та вервиця

Серед 24 автономних церков (sui iuris) існують численні літургійні та інші традиції, які називаються обрядами, що відображають історичне та культурне різноманіття, а не різницю у віруваннях. У визначенні Кодексу канонів східних церков «обряд — це літургічна, богословська, духовна та дисциплінарна спадщина, культура та обставини історії окремого народу, в яких проявляється його власна манера життя у вірі кожна церква sui iuris».
Літургія причастя Євхаристії, яку називають месою на Заході та Божественною літургією або іншими назвами на Сході, є основною літургією католицької церкви. Це тому, що це вважається жертвою умилостивлення самого Христа. Найбільш широко використовуваною формою є римський обряд, оприлюднений Павлом VI у 1969 році та перероблений папою Іваном Павлом II у 2002 році. За певних обставин форма римського обряду 1962 році залишається дозволеною в римо-католицькій церкві. Східно-католицькі церкви мають власні обряди. Літургії Євхаристії та інших таїнств варіюються від обряду до обряду, відображаючи різні богословські акценти.

### Західні обряди

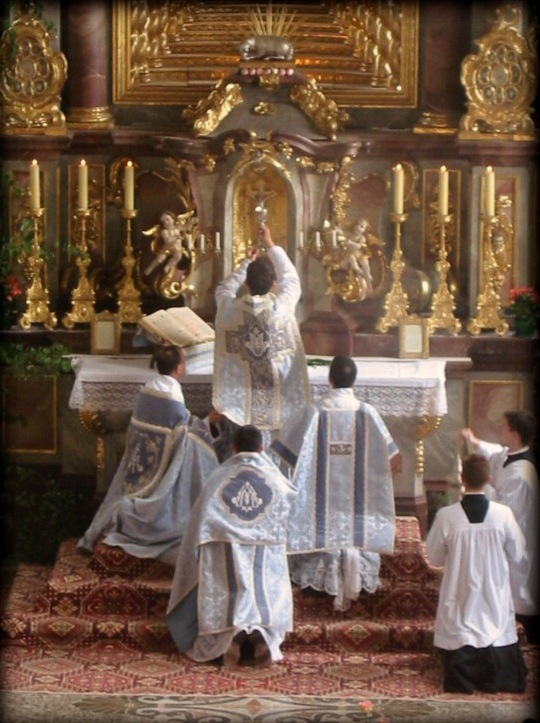
Піднесення чаші перед вівтарем після освячення під час урочистої Меси Тридентиської Меси

Римський обряд — найпоширеніший обряд поклоніння, що використовується католицькою церквою. Його використання зустрічається у всьому світі, походить з Риму та поширюється по всій Європі, впливаючи та врешті-решт замінюючи місцеві обряди. Нинішня звичайна форма меси за римським обрядом, що зустрічається у виданнях Римського Імшалу після 1969 року, зазвичай святкується місцевою народною мовою, використовуючи офіційно затверджений переклад з оригінального тексту на латинській мові. Контур основних літургійних елементів можна знайти на бічній панелі.
У 2007 році Папа Римський Бенедикт XVI підтвердив правомірність подальшого використання Римського Імшалу 1962 року як «надзвичайної форми» (лат. forma extraordinaria) римського обряду, говорячи про нього також як про usus antiquior («давніше використання»), і видаючи нові більш дозвільні норми для його використання. Інструкція, видана через чотири роки, говорила про дві форми або звичаї римського обряду, затверджені папою як звичайну форму (лат. forma ordinaria) і надзвичайну форму (лат. forma extraordinaria).
Видання «Римський місал» 1962 року, опубліковане за кілька місяців до відкриття Другого Ватиканського собору, було останнім, яке представило месу, стандартизовану в 1570 році Папою Пієм V на прохання Тридентського собору, і тому вона знана як Тридентійська. Римський місал Папи Пія V був підданий незначним переглядам Папою Климентом VIII у 1604 р., Папою Урбаном VIII у 1634 р., Папою Пієм X у 1911 р., Папою Пієм XII у 1955 року та Папою Іваном XXIII у 1962 році кожне наступне видання було звичайним форма римської обрядової меси, поки не буде замінена пізнішим виданням. Коли видання 1962 року було замінено виданням Павла VI, оприлюдненому в 1969 році, його подальше використання спочатку вимагало дозволу єпископів; однак Папа Бенедикт XVI у 2007 році motu proprio Summorum Pontificum дозволив безкоштовно використовувати його для Імші, яка відслужилася без конгрегації, і уповноважив парафіяльних священників дозволити за певних умов його використання навіть на публічних месах. За винятком читань з Писань, які Папа Бенедикт дозволив проголошувати народною мовою, вони відзначаються суто на літургійній латині.
З 2014 року священнослужителі в невеликих особистих ординаріатах, створених для груп колишніх англіканців згідно з положеннями документа 2009 року Anglicanorum Coetibus, можуть використовувати варіацію римського обряду під назвою «Божественне поклоніння» або, менш формально, «Ординаріатське використання», який включає елементи англіканської літургії та традицій, приміщення, протестоване англіканськими лідерами.
У Міланській архиєпархії, де є близько п'яти мільйонів католиків, найбільших у Європі, відправляють месу за амброзійським обрядом. Інші обряди римо-католицької церкви включають мозарабські та обряди деяких релігійних інститутів. Ці літургійні обряди були античними щонайменше за 200 років до 1570 року, тобто дати Quo primum Папи Пія V, і тому їм дозволялося продовжувати.

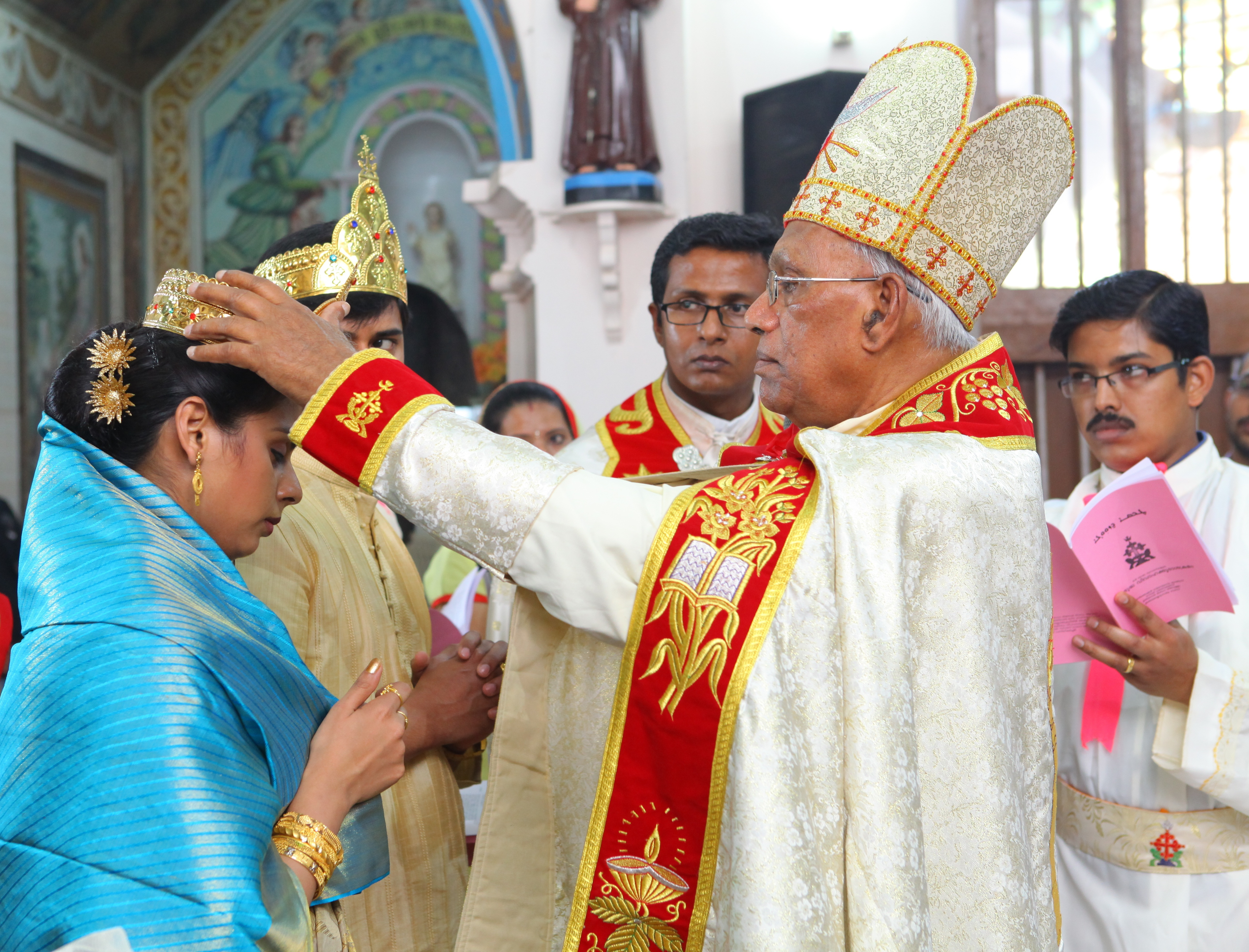
Вінчання східно-сирійських обрядів, яке проводив єпископ Сиро-Малабарської католицької церкви в Індії, однієї з 23 східно-католицьких церков у повному спілкуванні з папою та Латинською церквою.

### Східні обряди
Східні католицькі церкви поділяють спільні вотчини та літургійні обряди, як їхні колеги, включаючи східну православну та інші східно-християнські церкви, які більше не перебувають у спілкуванні зі Святим Престолом. До них належать церкви, що історично розвивалися в Росії, на Кавказі, на Балканах, у Північно-Східній Африці, Індії та на Близькому Сході. Східні католицькі церкви — це групи вірних, які або ніколи не виходили із спілкування зі Святим Престолом, або відновили спілкування з ним ціною розриву спілкування зі своїми однодумцями тієї самої традиції.
Обряди, що використовуються східними католицькими церквами, включають візантійський обряд у його антиохійському, грецькому та слов'янському різновидах; александрійський обряд; сирійські обряди; вірменський обряд; маронітський обряд і халдейський обряд. Східно-католицькі церкви мають автономію встановлювати деталі своїх літургійних форм та богослужінь у певних межах для захисту «точного дотримання» їх літургійної традиції. У минулому деякі обряди, які використовували східно-католицькі церкви, підлягали певному літургійному латинізуванню. Однак останніми роками східні католицькі церкви повернулись до традиційної східної практики згідно з декретом Ватикану II Orientalium Ecclesiarum. Кожна церква має свій літургійний календар.

## Соціальні та культурні проблеми

### Католицьке соціальне вчення
Католицьке соціальне вчення, відображаючи турботу, яку Ісус виявляв до бідних, робить великий наголос на тілесних ділах милосердя та духовних ділах милосердя, а саме на підтримці і турботі про хворих, бідних та страждаючих. Церковне вчення вимагає пільгового вибору для бідних, тоді як канонічне законодавство передбачає, що «християнські вірні також зобов'язані сприяти соціальній справедливості і, пам'ятаючи про заповідь Господа, допомагати бідним». Широко вважається, що його основи закладені енциклічним листом Папи Лева XIII 1891 р. «Rerum novarum», який підтримує права та гідність праці та право робітників на створення профспілок.
Католицьке вчення щодо сексуальности вимагає практики цнотливості з акцентом на підтримку духовної та тілесної цілісності людської особистості. Шлюб вважається єдиним відповідним контекстом для сексуальних дій. Вчення церкви про сексуальність стає предметом дедалі більших суперечок, особливо після закриття Другого Ватиканського собору, через зміну культурних установок у західному світі, що описується як сексуальна революція.
Церква також розглядала питання управління природним середовищем та його взаємозв'язок з іншими соціальними та теологічними вченнями. У документі Laudato si' від 24 травня 2015 р. Папа Римський Франциск критикує споживання та безвідповідальний розвиток, а також нарікає на погіршення довкілля та глобальне потепління. Папа висловив занепокоєння тим, що потепління планети є симптомом більшої проблеми: байдужість розвиненого світу до руйнування планети, коли люди прагнуть отримати короткострокові економічні вигоди.

### Суспільні послуги

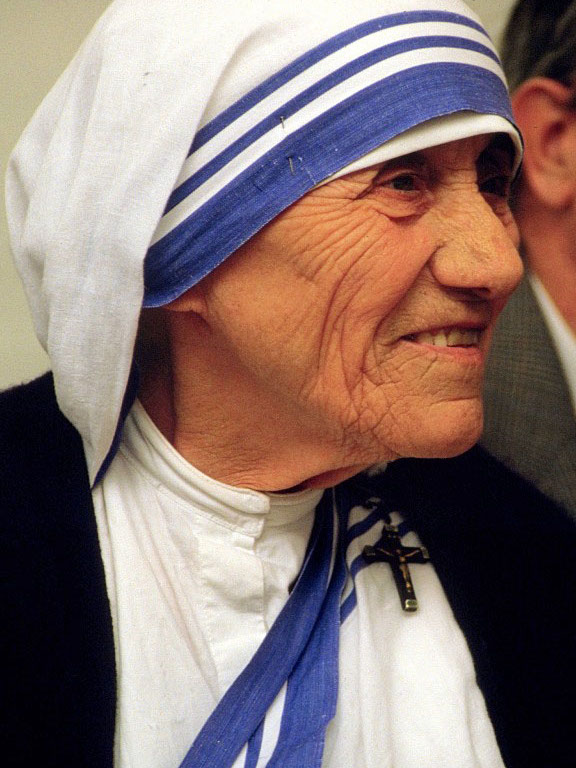
Свята Тереза з Калькутти виступала за хворих, бідних та нужденних, практикуючи дії тілесних милосердя.

Католицька церква є найбільшим недержавним постачальником освітніх та медичних послуг у світі. У 2010 році Папська рада католицької церкви з питань душпастирської допомоги працівникам охорони здоров'я заявила, що церква управляє 26% закладів охорони здоров'я у світі, включаючи лікарні, клініки, дитячі будинки, аптеки та центри для хворих на проказу.
Церква завжди займалася освітою, починаючи з часу заснування перших університетів Європи. Він управляє та спонсорує тисячі початкових та середніх шкіл, коледжів та університетів у всьому світі та управляє найбільшою у світі недержавною шкільною системою.
Релігійні інститути для жінок відігравали особливо помітну роль у наданні медичних та освітніх послуг, як, наприклад, за наказом таких як Сестри милосердя, Маленькі Сестри Бідні, Місіонерки Милосердя, Сестри Святого Йосифа Найсвятішого Серця, сестри Пресвятого Таїнства та дочки милосердя святого Вінсента де Поля. Католицька монахиня Мати Тереза з Калькутти, Індія, засновниця Місіонерів милосердя, була нагороджена Нобелівською премією миру в 1979 році за свою гуманітарну діяльність серед бідних в Індії. Таку ж нагороду єпископ Карлос Філіпе Хіменес Бело отримав у 1996 році за «роботу щодо справедливого та мирного вирішення конфлікту у Східному Тиморі».
Церква також активно бере участь у міжнародній допомозі та розвитку через такі організації як Католицькі служби допомоги, Міжнародний Карітас, Допомога церкві, яка потребує допомоги, групи адвокації біженців, такі як Служба біженців єзуїтів, та групи допомоги громаді, такі як Товариство Святого Вінсента де Поля.

### Сексуальна мораль

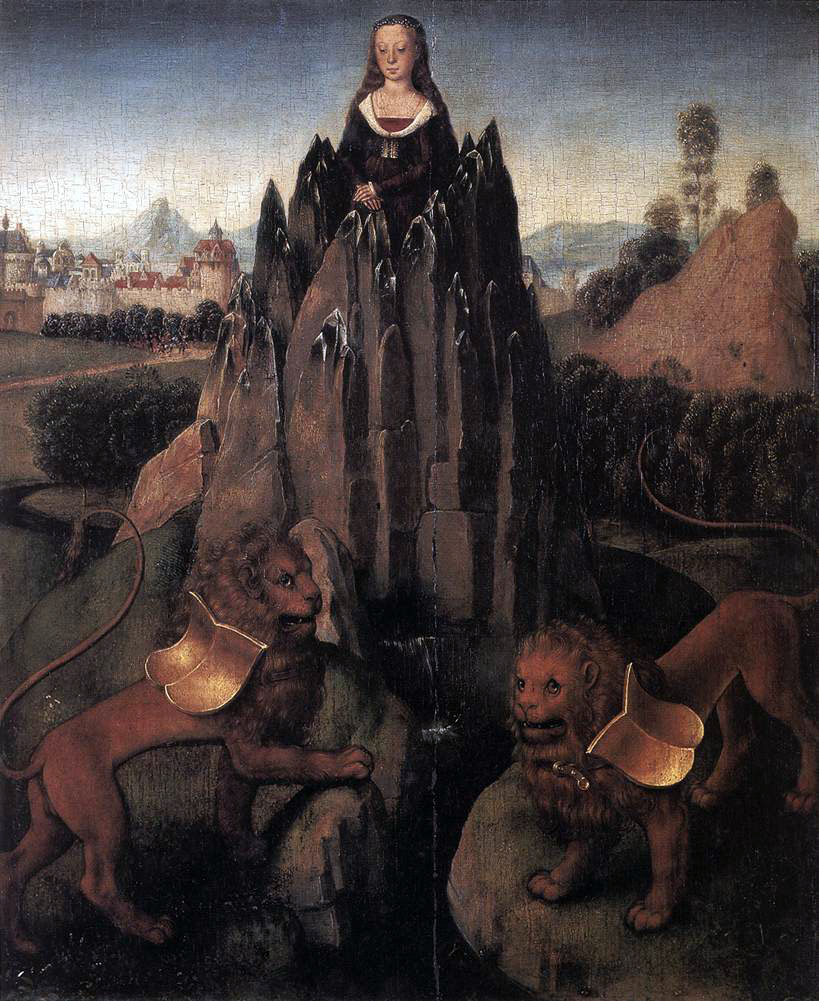
Алегорія цнотливости Ганса Мемлінга

Католицька церква закликає всіх членів церкви до цноти відповідно до свого стану в житті. Цнота включає стриманість, самовладання, особисте та культурне зростання та божественну благодать. Це вимагає утримання від пожадливости, мастурбації, блуду, порнографії, проституції та, особливо, зґвалтування. Цнота для тих, хто не перебуває у шлюбі, вимагає життя на утриманні, утримання від сексуальних дій; ті, хто одружений, покликані до подружньої цноти.
У вченні церкви сексуальна активність призначається подружнім парам, чи то в таїнському шлюбі між християнами, чи в природному шлюбі, коли один або обидва подружжя нехрещені. Навіть у романтичних стосунках, особливо у шлюбі, партнери покликані практикувати стриманість, щоб перевірити взаємоповагу та вірність. Цнота у шлюбі вимагає, зокрема, подружньої вірности та захисту родючости шлюбу. Пара повинна виховувати довіру та чесність, а також духовну та фізичну близькість. Сексуальна активність завжди повинна бути відкритою для можливости життя; церква називає це прокреативним значенням. Це також повинно завжди зближувати закохану пару; церква називає це об'єднавчим значенням.
Контрацепція та деякі інші сексуальні практики заборонені, хоча природні методи планування сім'ї дозволяють забезпечити здоровий інтервал між народженнями або відкласти дітей з справедливої причини. Папа Франциск заявив у 2015 році, що він стурбований тим, що церква стала «одержимою» такими проблемами як аборти, одностатеві шлюби та контрацепція, і критикував католицьку церкву за те, що вона ставить догми перед коханням, і за те, що пріоритет моральних доктрин надається допомозі бідним і маргіналізовані.

#### Скасування шлюбу
Канонічне законодавство не передбачає розлучення між хрещеними особами, оскільки дійсний, сповнений таїнства шлюб вважається зв'язком на все життя. Однак визнання недійсним може бути надано, коли буде надано доказ того, що основні умови укладення дійсного шлюбу були відсутні з самого початку — іншими словами, що шлюб був недійсним через певні перешкоди. Визнання нікчемности, яке зазвичай називають скасуванням, — це рішення церковного трибуналу, яке визначає, що шлюб був здійснений неправомірно. Крім того, шлюби між нехрещеними особами можуть бути розірвані з папського дозволу за певних ситуацій, таких як бажання одружитися з католиком, за привілеєм Пауліна чи Петри. Спроба повторного одруження після розлучення без визнання недійсним ставить «подружжя, що одружився вдруге... у ситуації публічного та постійного перелюбу». Невинний чоловік, який живе на континенції після розлучення, або пари, які живуть на континенті після цивільного розлучення з серйозної причини, не грішать.
У 2006 році єпархіальні трибунали розглянули понад 49000 справ про визнання шлюбу недійсним у 2006 році. За останні 30 років у Сполучених Штатах відбулося близько 55–70% скасування. Зростання скасування було значним; у США в 2006 р. було скасовано 27 000 шлюбів проти 338 у 1968 р. Однак приблизно 200 000 одружених католиків у США щорічно розлучаються; Загалом 10 мільйонів станом на 2006 рік. Розлучення зростає в деяких європейських країнах, де переважно католики. У деяких переважно католицьких країнах лише в останні роки було запроваджено розлучення (наприклад, Італія (1970), Португалія (1975), Бразилія (1977), Іспанія (1981), Ірландія (1996), Чилі (2004) та Мальта ( 2011), тоді як Філіппіни та Ватикан не мають процедури розлучення (однак Філіппіни дозволяють розлучення мусульман).

#### Контрацепція

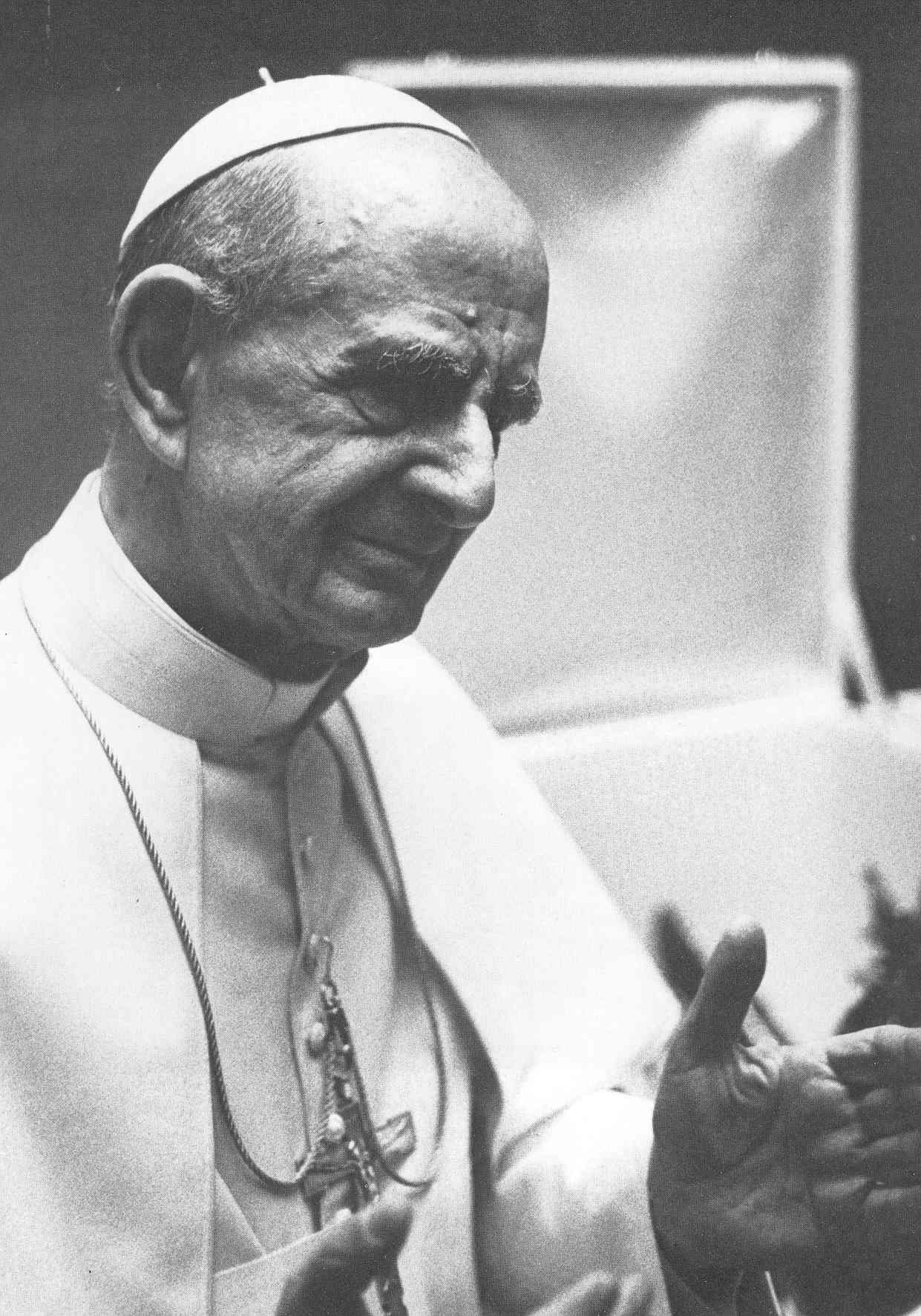
Павло VI випустив за людське життя 25 липня 1968 року.

Церква вчить, що статевий акт повинен відбуватися лише між чоловіком і жінкою, які одружені одне з одним, і без використання засобів контролю за народжуваністю чи контрацепції. У своїй енцикліці Humanae vitae (1968) Папа Павло VI рішуче відкинув будь-яку контрацепцію, тим самим суперечивши інакомислячим у церкві, які розглядала протизаплідні таблетки як етично виправданий метод контрацепції, хоча він дозволив регулювання народжуваности шляхом природного планування сім'ї. Особливо це вчення продовжив Іван Павло II у своїй енцикліці «Evangelium Vitae», де він пояснив позицію церкви щодо контрацепції, абортів та евтаназії, засудивши їх як частину «культури смерті» та закликаючи натомість до «культури життя».
Багато західних католиків висловили значну незгоду з церковним вченням про контрацепцію. Політична лобістська група «Католики за вибір», яка не пов'язана з католицькою церквою, заявила у 1998 році, що 96% католицьких жінок у певний момент свого життя вживали засоби контрацепції і що 72% католиків вважають, що хтось може бути хорошим католиком не підкоряючись вченню церкви щодо контролю над народжуваністю. Використання природних методів планування сім'ї серед католиків у Сполучених Штатах нібито низьке, хоча їх кількість не може бути точно відома. Оскільки католицькі медичні працівники є одними з найбільших постачальників послуг для хворих на ВІЛ / СНІД у всьому світі, у церкві та поза нею існують суперечки щодо використання презервативів як засобу обмеження нових інфекцій, оскільки використання презервативів зазвичай є забороненим використанням контрацепції.
Подібним чином католицька церква виступає проти запліднення in vitro (ЕКО), кажучи, що штучний процес замінює любов між чоловіком і дружиною. Крім того, він виступає проти ЕКО, оскільки це може спричинити утилізацію ембріонів; католики вважають, що ембріон — це особина з душею. З цієї причини католицька церква також виступає проти абортів.

#### Гомосексуальність
Католицька церква також вчить, що «гомосексуальні акти суперечать природному закону», «дії серйозної розбещености ні за яких обставин не можуть бути схвалені», але тим, хто має гомосексуальні нахили, мають право повагу та гідність. Відповідно до Катехизму католицької церкви:
Кількість чоловіків і жінок, які мають глибоко закріплені гомосексуальні тенденції, не є незначною. Ця схильність, яка об'єктивно невпорядкована, є для більшості з них випробуванням. Їх потрібно приймати з повагою, співчуттям та чуйністю. Слід уникати будь-яких ознак несправедливої дискримінації щодо них....

Гомосексуальні особи покликані до цнотливости. Чеснотами самовладання, що вчать їх внутрішній свободі, часом підтримкою безкорисливої дружби, молитвою та таїнською благодаттю, вони можуть і повинні поступово і рішуче наближатися до християнської досконалости.
Цю частину Катехизму процитував Папа Франциск у інтерв'ю 2013 року, в якому він зауважив на запитання про особу:
Я думаю, що коли ти стикаєшся з такою людиною [особою, про яку його запитували], ти повинен робити різницю між фактом, що людина є геєм, і фактом того, що є на лобі, бо на лобі все недобре. Це погано. Якщо людина гей і шукає Господа і має добру волю, ну хто я такий, щоб судити її?
Це зауваження та інші зауваження, зроблені в тому самому інтерв’ю, розглядалися як зміна тону, але не суті вчення церкви, яке включає протидію одностатевим шлюбам. Деякі окремі католицькі групи виступають проти позиції католицької церкви та прагнуть її змінити.

### Священні ордени і жінки
Релігійні жінки та чоловіки займаються різними професіями — від споглядальної молитви до навчання, надання медичної допомоги та роботи місіонерами. Хоча священні чини зарезервовані для чоловіків, католицькі жінки відігравали різноманітну роль у житті церкви, а релігійні інститути забезпечували офіційний простір для їх участі, а монастирі — простори для свого самоврядування, молитви та впливу протягом багатьох століть. Релігійні сестри та монахині брали активну участь у розробці та керуванні всесвітньою мережею охорони здоров'я та освіти церкви.
Зусилля на підтримку висвячення жінок у священство призвели до кількох рішень Римської курії або пап проти цієї пропозиції, як у Декларації з питань прийняття жінок до священства міністрів (1976), Mulieris Dignitatem (1988) та Ordinatio sacerdotalis (1994). Згідно з останньою постановою, виявленою в Ordinatio sacerdotalis, Папа Римський Іван Павло II підтвердив, що католицька церква «не вважає себе уповноваженою приймати жінок на священничі свячення». Наперекір цим рішенням, опозиційні групи, такі як римо-католицькі жінки-священники, проводили церемонії, які вони затверджують як сакраментальні обряди (з, як вважають, у перші кілька випадків рукоположенням католицького єпископа), які, згідно з канонічним правом, є як незаконними, так і недійсними вважається простим моделюванням таїнства рукоположення. Конгрегація догматики віри у відповідь виступила із заявою, у якій уточнюється, що будь-які католицькі єпископи, які беруть участь у церемоніях хіротонії жінок, а також самі жінки, якщо вони будуть католиками, автоматично отримають відлучення (latae sententiae, буквально «з вирок вже застосовано», тобто автоматично), посилаючись на канон 1378 канонічного права та інші церковні закони.

### Випадки сексуального насильства
З 1990-х років проблема сексуального зловживання неповнолітніми католицьким духовенством та іншими членами церкви стала предметом цивільного судочинства, кримінального переслідування, висвітлення у ЗМІ та публічних дебатів у країнах світу. Католицька церква зазнала критики за розгляд скарг щодо жорстокого поводження, коли стало відомо, що деякі єпископи захищали звинувачених священиків, перекладаючи їх на інші пастирські завдання, де деякі продовжували вчиняти сексуальні злочини.
У відповідь на скандал були встановлені офіційні процедури, які допомагають запобігати зловживанням, заохочувати повідомлення про будь-які зловживання та негайно обробляти такі повідомлення, хоча групи, що були жертви, заперечували їх ефективність. У 2014 році Папа Франциск заснував Папську комісію з питань захисту неповнолітніх.

## Історія

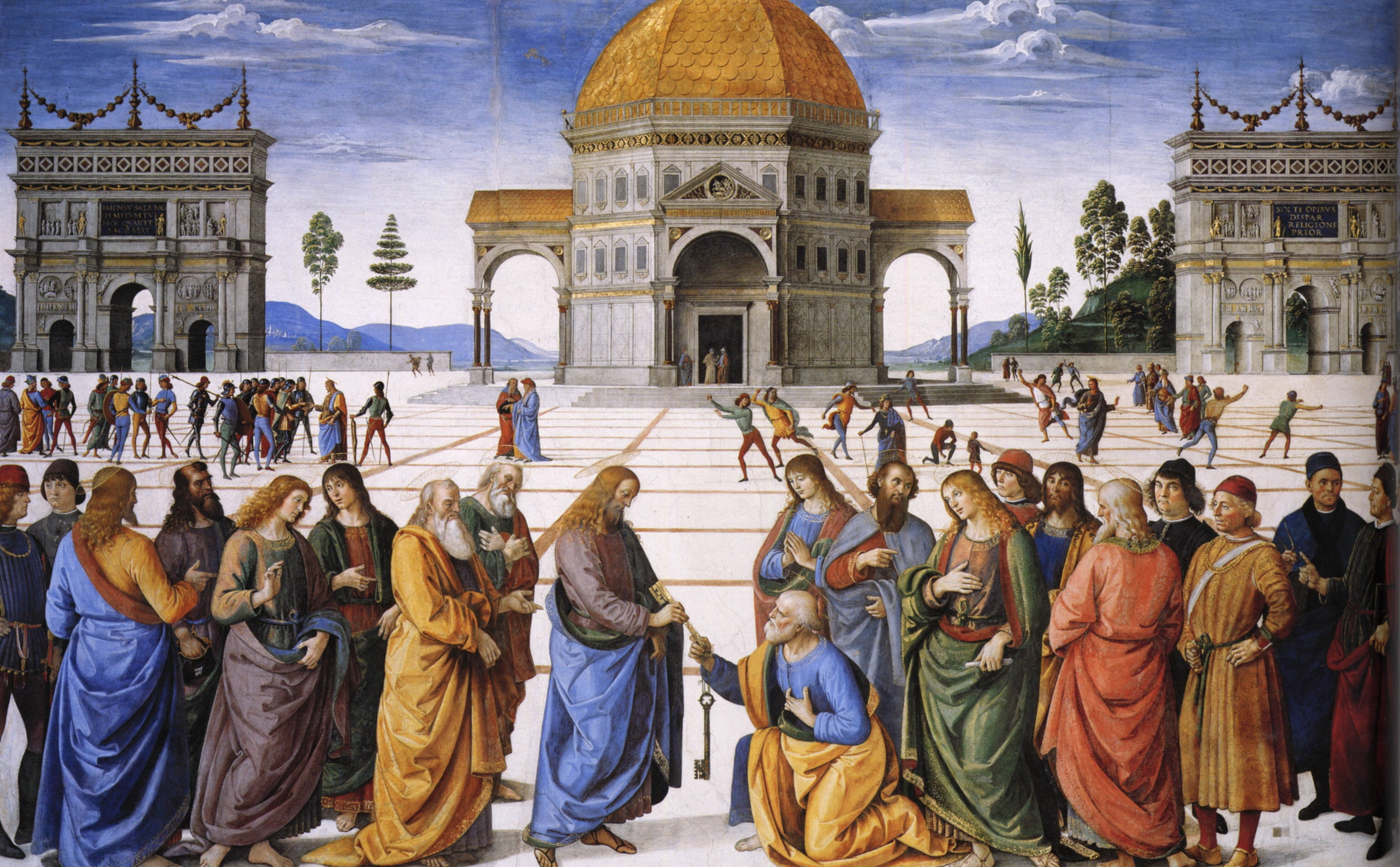
На цій фресці (1481–82) П’єтро Перуджіно в Сікстинській капелі зображено Ісуса, який дарував небесні ключі святому Петру.

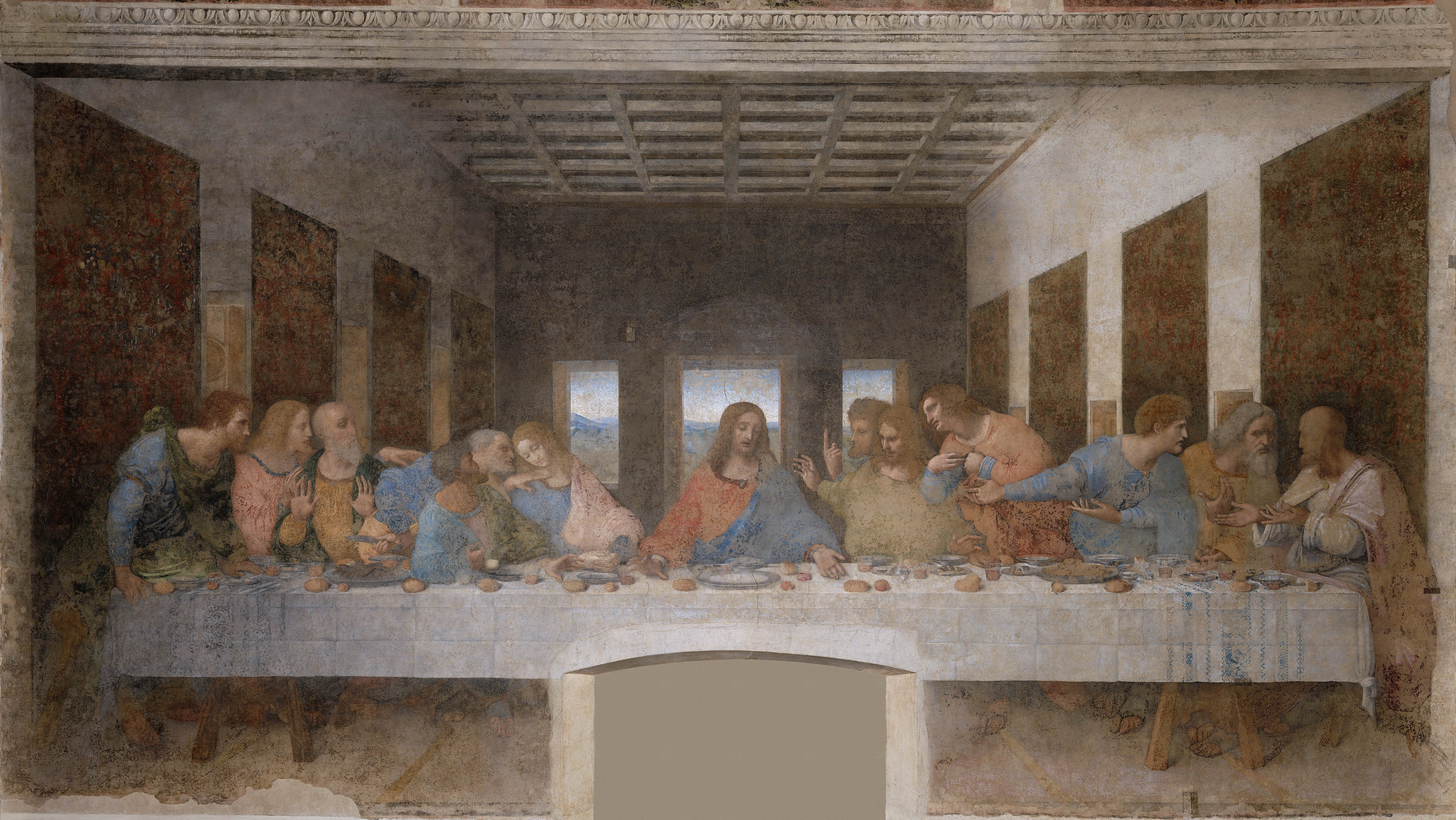
«Тайна вечеря», фреска, написана наприкінці 1490-х років Леонардо да Вінчі, на якій зображена остання вечеря Ісуса та його дванадцяти апостолів напередодні розп'яття. Більшість апостолів поховані в Римі, включаючи святого Петра.

Християнська релігія базується на вченні Ісуса Христа, який жив і проповідував у І столітті нашої ери в провінції Юдея Римської імперії. Католицька теологія вчить, що сучасна католицька церква є продовженням цієї ранньохристиянської спільноти, створеної Ісусом. Християнство поширилося по всій ранній Римській імперії, попри переслідування через конфлікти з язичницькою державною релігією. Імператор Костянтин узаконив практику християнства в 313 році, і вона стала державною релігією в 380 році. Германські загарбники римської території в V і VI століттях, багато з яких раніше приймали аріанське християнство, врешті прийняли католицизм, щоб об'єднатися з папством і монастирі.
У VII–VIII століттях розширення мусульманських завоювань після приходу ісламу призвело до панування арабів у Середземномор'ї, що розірвало політичні зв'язки між цією областю та Північною Європою та послабило культурні зв'язки між Римом та Візантійською імперією. Конфлікти, пов'язані з владою в церкві, особливо з авторитетом єпископа Риму, остаточно завершились східно-західним розколом у XI столітті, розділивши церкву на католицьку та православну церкви. Раніше розкол у церкві відбувся після Ефеського собору (431) та Халкедонського собору (451). Однак декілька східних церков залишались у спілкуванні з Римом, а частини деяких інших встановили спілкування у XV столітті та пізніше, утворюючи так звані східні католицькі церкви.
Ранні монастирі по всій Європі допомогли зберегти грецьку та римську класичну цивілізацію. Зрештою, церква стала домінуючим впливом західної цивілізації в сучасну епоху. Багато діячів епохи Відродження були меценами церкви. Однак у XVI столітті для церкви, зокрема її релігійного авторитету, почали виникати виклики діячів протестантської Реформації, а також у XVII столітті світських інтелектуалів в епоху Просвітництва. Одночасно іспанські та португальські дослідники та місіонери поширювали вплив церкви через Африку, Азію та Новий світ.
У 1870 році Перший Ватиканський собор проголосив догму про непомильність папську, і Королівство Італія анексувало місто Рим, останню частину Папської держави, що була включена до нової нації. У XX столітті антиклерикальні уряди в усьому світі, включаючи Мексику та Іспанію, переслідували або страчували тисячі священнослужителів та неспеціалістів. У Другій світовій війні церква засудила нацизм і захистила сотні тисяч євреїв від Голокосту; проте його зусилля були критиковані як недостатні. Після війни свобода віросповідання була серйозно обмежена в комуністичних країнах, які нещодавно були приєднані до Радянського Союзу, деякі з яких мали велике католицьке населення.
У 1960-х роках Другий Ватиканський собор привів до реформ церковної літургії та практики, яку захисники описували як «відкривання вікон», але критикували католики-традиціоналісти. В умовах посиленої критики як зсередини, так і ззовні, церква в різний час підтримувала або підтверджувала суперечливі доктринальні позиції щодо сексуальності та статі, включаючи обмеження духовенства чоловіками та моральні заклики проти абортів, контрацепції, сексуальної активності поза шлюбом, повторного одруження після розлучення без анулювання та проти одностатевих шлюбів.

### Апостольська доба та папство

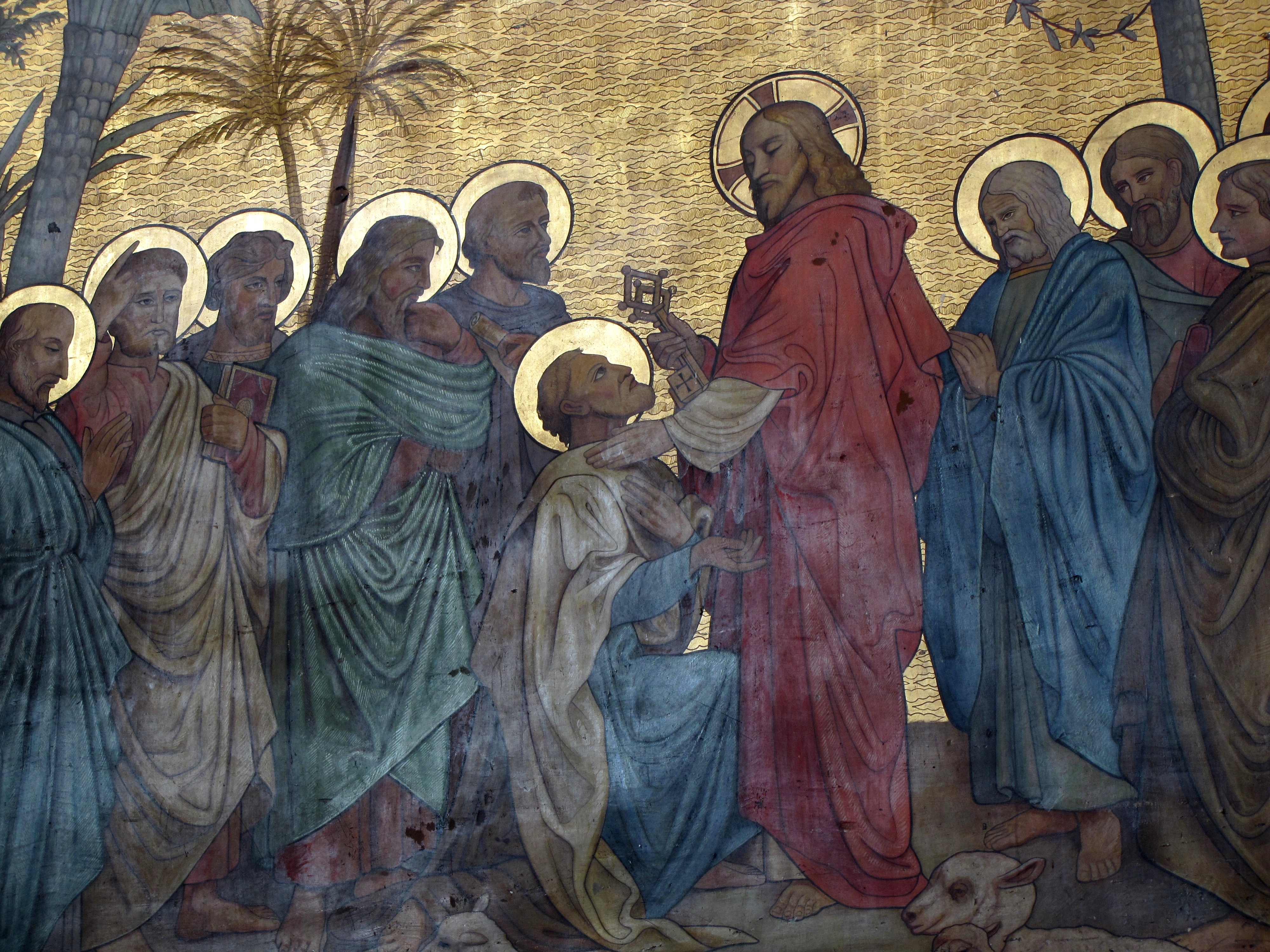
Доручення Ісуса святому Петру

У Новому Завіті, зокрема в Євангеліях, зафіксовано діяльність та навчання Ісуса, його призначення дванадцятьма апостолами та його Велике доручення апостолів, вказуючи їм продовжувати його справу. Книга Дії апостолів розповідає про заснування християнської церкви та поширення її послання до Римської імперії. Католицька церква вчить, що її державне служіння розпочалось у П'ятидесятницю, що відбулося через п'ятдесят днів після дати, як вважається, що Христос воскрес. На П'ятидесятницю апостоли, як вважають, отримали Святого Духа, готуючи їх до своєї місії в керівництві церквою. Католицька церква вчить, що колегія єпископів на чолі з єпископом Риму є наступниками апостолів.
У розповіді про Сповідь Петра, знайденому в Євангелії від Матвія, Христос визначає Петра «скелею», на якій буде побудована Христова церква. Католицька церква вважає єпископа Рима, папу, наступником святого Петра. Деякі вчені заявляють, що Петро був першим єпископом Риму. Інші кажуть, що інститут папства не залежить від думки, що Петро був єпископом Риму, або навіть від того, що він коли-небудь був у Римі. Багато вчених вважають, що церковна структура з множини пресвітерів / єпископів зберігалася в Римі до середини II століття, коли була прийнята структура єдиного єпископа та множини пресвітерів, і що пізніше письменники ретроспективно застосували термін «єпископ Риму» до найвидатніших представників духовенства у попередній період, а також до самого Петра. На цій підставі Оскар Куллманн, Генрі Чадвік та Барт Д. Ерман ставлять під сумнів питання про те, чи існував формальний зв'язок між Петром та сучасним папством. Раймонд Е. Браун також каже, що анахронічно говорити про Петра з точки зору місцевого єпископа Риму, але що християни того періоду дивилися б на Петра як на «ролі, які могли б суттєво сприяти розвитку ролі папства в наступній церкві». Ці ролі, зазначає Браун, «надзвичайно сприяли тому, що бачили єпископа Рима, єпископа міста, де Петро помер, і де Павло засвідчив правду Христа, як наступника Петра, який піклувався про загальноцерковну церкву».

### Античність і Римська імперія
Умови в Римській імперії сприяли поширенню нових ідей. Мережа доріг та водних шляхів імперії полегшила подорожі, і Pax Romana здійснив подорож безпечною. Імперія заохочувала поширення спільної культури з грецьким корінням, що дозволяло легше висловлювати та розуміти ідеї.
Однак, на відміну від більшості релігій в Римській імперії, християнство вимагало від своїх прихильників зректися всіх інших богів, що прийнято в юдаїзмі (див. Ідолопоклонство). Відмова християн приєднуватися до язичницьких святкувань означала, що вони не змогли брати участь у більшій частині суспільного життя, що викликало у нехристиян — у тому числі державних органів — страх, що християни розгнівали богів і тим самим загрожували миру та процвітанню Імперії. Внаслідок цього переслідування були визначальною рисою християнського саморозуміння, доки християнство не було легалізовано в IV столітті.
У 313 році Міланський едикт імператора Костянтина I легалізував християнство, а в 330 році Костянтин переніс імперську столицю до Константинополя, сучасного Стамбула, Туреччина. 380 року Солунський указ зробив нікейське християнство державною церквою Римської імперії, і позиція такої, що на зменшуваній території Візантійської імперії зберігатиметься до закінчення самої імперії восени Константинополя в 1453 році. В інших місцях церква не була імперії, що стало особливо зрозумілим із східно-західним розколом. У період Семи Вселенських соборів виникло п'ять первинних катедр, домовленість, оформлена в середині VI століття імператором Юстиніаном I як пентархія Риму, Константинополя, Антіохії, Єрусалиму та Александрії. 451 року Халкедонський собор, у каноні спірної дійсности, підвищив Константинопольський престол до становища «другого за впливом та владою для єпископа Риму». З с. Від 350 до с. 500, єпископи, або папи Римські, постійно збільшували свою владу завдяки постійному втручанню на підтримку православних лідерів у богословських суперечках, що заохочувало звернення до них. Імператор Юстиніан, який у підконтрольних йому областях остаточно встановив форму цезаропапізму, при якій «він мав право та обов'язок регулювати своїми законами найдрібніші деталі богослужіння та дисципліни, а також диктувати теологічні думки, церква», відновила імператорську владу над Римом та іншими частинами Заходу, започаткувавши період, названий Візантійським папством (537–752), під час якого єпископи Риму або папи вимагали схвалення від імператора в Константинополі або від його представника в Равенні для освячення, і більшість з них були вибрані імператором серед його грекомовних підданих, що призвело до «плавки» західних та східних християнських традицій у мистецтві, а також у літургії.
Більшість германських племен, які в наступні століття вторглися до Римської імперії, прийняли християнство в його аріанській формі, яку католицька церква оголосила єретичною. Виниклий внаслідок цього релігійний розлад між німецькими правителями та католицькими підданими вдалося уникнути, коли в 497 році Хлодвіг I, франкський правитель, перейшов у православний католицизм, об'єднавшись з папством і монастирями. Вестготи в Іспанії наслідували його в 589 р., а лангобарди в Італії протягом VII ст.
Західне християнство, особливо завдяки своїм монастирям, було головним фактором збереження класичної цивілізації з її мистецтвом (див. Ілюмінований рукопис) та грамотністю. Своїми правилами Бенедикт Нурсійський (бл. 480–543), один із засновників західного чернецтва, здійснив величезний вплив на європейську культуру шляхом привласнення монастирської духовної спадщини ранньої католицької церкви, а з розповсюдженням Бенедиктинська традиція через збереження та передачу античної культури. У цей період монастирська Ірландія стала центром навчання, і ранні ірландські місіонери, такі як Колумбан і Колумба, поширювали християнство та створювали монастирі по всій континентальній Європі.

### Середньовіччя та Відродження

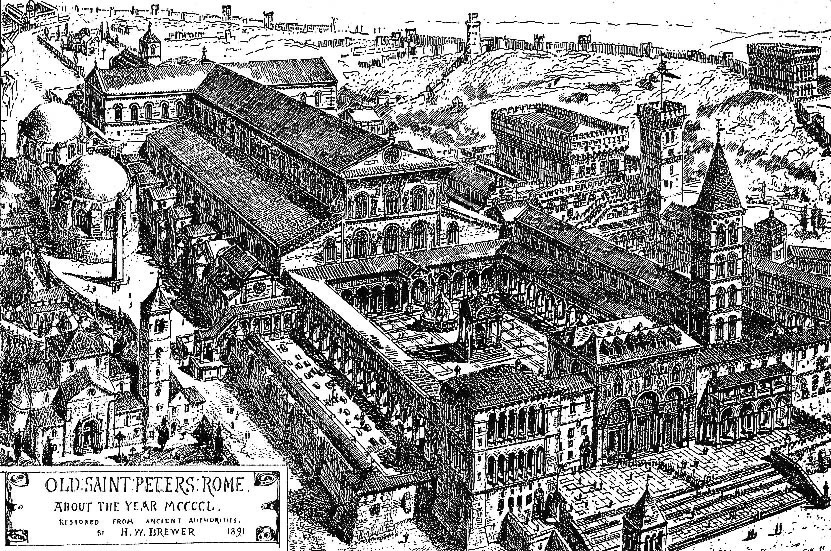
Креслення XIX століття базиліки старого святого Петра, спочатку побудованої в 318 році імператором Костянтином

Католицька церква мала домінуючий вплив на західну цивілізацію від пізньої античності до зору сучасної епохи. Це був основний спонсор романського, готичного, ренесансного, маньєристичного та барокового стилів у мистецтві, архітектурі та музиці. Такі постаті епохи Відродження як Рафаель, Мікеланджело, Леонардо да Вінчі, Боттічеллі, Фра Анджеліко, Тінторетто, Тіціан, Берніні та Караваджо, є прикладами численних художників-візуалістів, яких фінансує церква. Історик Пол Легутко зі Стенфордського університету сказав, що католицька церква знаходиться «в центрі розвитку цінностей, ідей, науки, законів та інституцій, які становлять те, що ми називаємо західною цивілізацією».
Масові вторгнення ісламу в середині VII століття розпочали тривалу боротьбу між християнством та ісламом по всьому Середземноморському басейну. Незабаром Візантійська імперія втратила землі східних патріархатів Єрусалиму, Александрії та Антіохії і була зведена до землі Константинополя, столиці імперії. В результаті панування ісламу в Середземному морі, франкська держава, розташована в центрі від цього моря, змогла еволюціонувати як домінуюча держава, яка формувала Західну Європу середньовіччя. Битви під Тулузою та Пуатьє зупинили просування ісламу на Заході, а невдала облога Константинополя зупинила його на Сході. Через два-три десятиліття, у 751 р., Візантійська імперія програла лангобардам місто Равенну, звідки вона керувала невеликими фрагментами Італії, включаючи Рим, що визнали її суверенітет. Падіння Равенни означало, що підтвердження з боку вже не існуючого екзарха не вимагалося під час виборів у 752 р. Папи Римського Стефана II і що папство було змушене шукати в іншому місці цивільну владу, щоб захистити його. 754 року на нагальне прохання папи Стефана франкський король Пепін Короткий завоював лангобардів. Потім він подарував папі римські землі колишнього екзархату, таким чином започаткувавши Папську державу. Рим та Візантійський Схід глибше заглиблюватимуться в конфлікт під час фотійського розколу 860-х років, коли Фотій критикував латинський захід за додавання клаузули філіокве після відлучення від церкви Миколою I. Хоча розкол був примирений, невирішені питання призвели б до подальшого поділу.

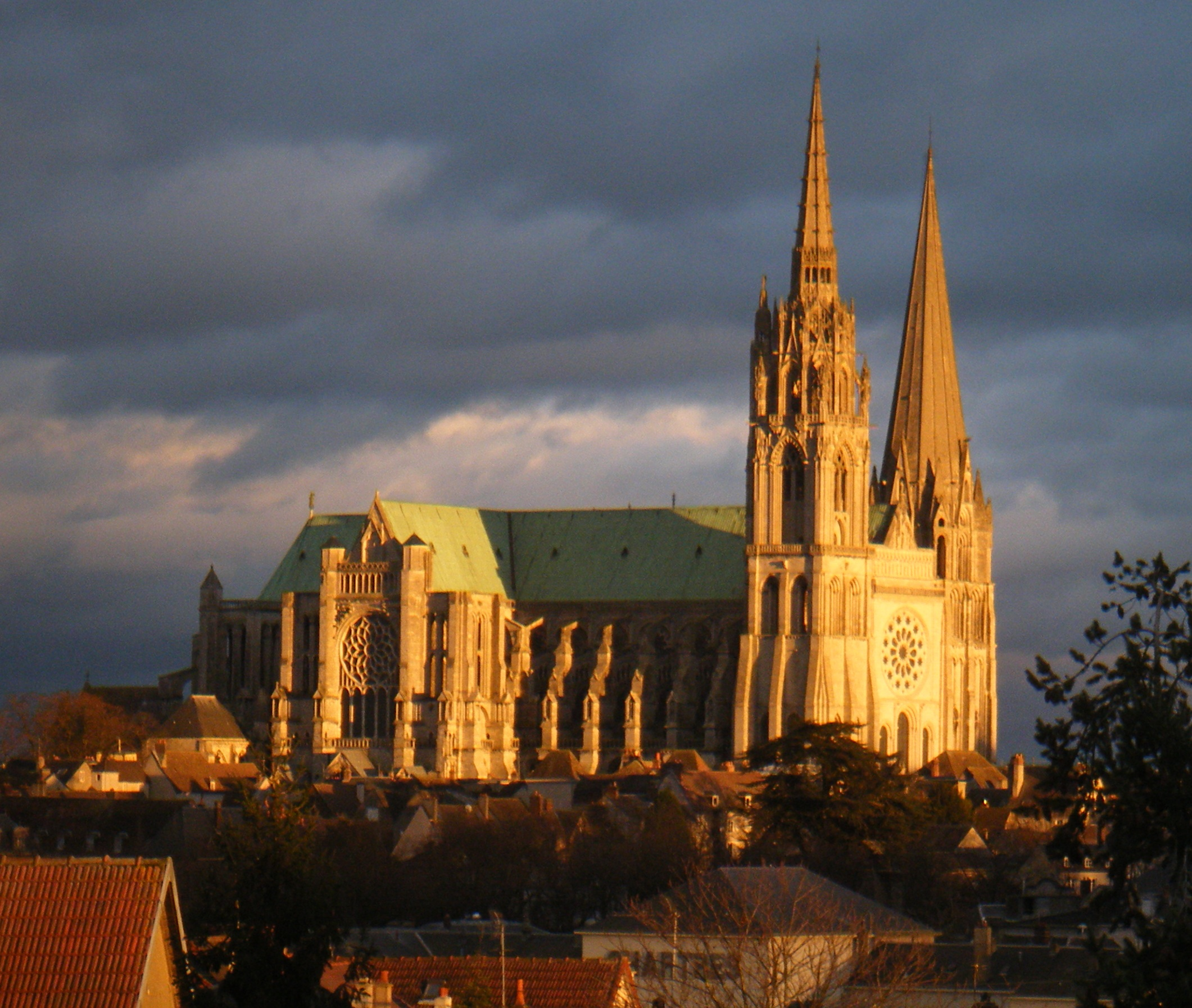
Шартрський собор, 1220

У XI столітті зусилля Гільдебранда Сованського призвели до створення Колегії кардиналів для обрання нових пап, починаючи з папи Олександра II на папських виборах 1061 року. Коли Олександр II помер, Гільдебранд був обраний наступником його, як Папа Григорій VII. Основна виборча система Колегії кардиналів, яку допоміг створити Григорій VII, продовжувала функціонувати до XXI століття. Далі Папа Григорій VII ініціював григоріанські реформи щодо незалежности духовенства від світської влади. Це призвело до суперечки про інвестиції між церквою та імператорами Священної Римської імперії, над якими мали повноваження призначати єпископів та пап.
У 1095 році Візантійський імператор Олексій I звернувся до Папи Римського Урбана II з проханням допомогти відновити вторгнення мусульман у Візантійсько-сельджукських війнах, що призвело до розгортання Урбаном Першого хрестового походу, спрямованого на допомогу Візантійській імперії та повернення Святої Землі під християнський контроль. У XI столітті напружені відносини між переважно грецькою церквою та римо-католицькою церквою розділили їх у східно-західному схизмі, частково через конфлікти щодо папської влади. Четвертий хрестовий похід і пограбування Константинополя хрестоносцями-ренегатами довели остаточне порушення. У цей вік великі готичні собори у Франції були виразом популярної гордості за християнську віру.

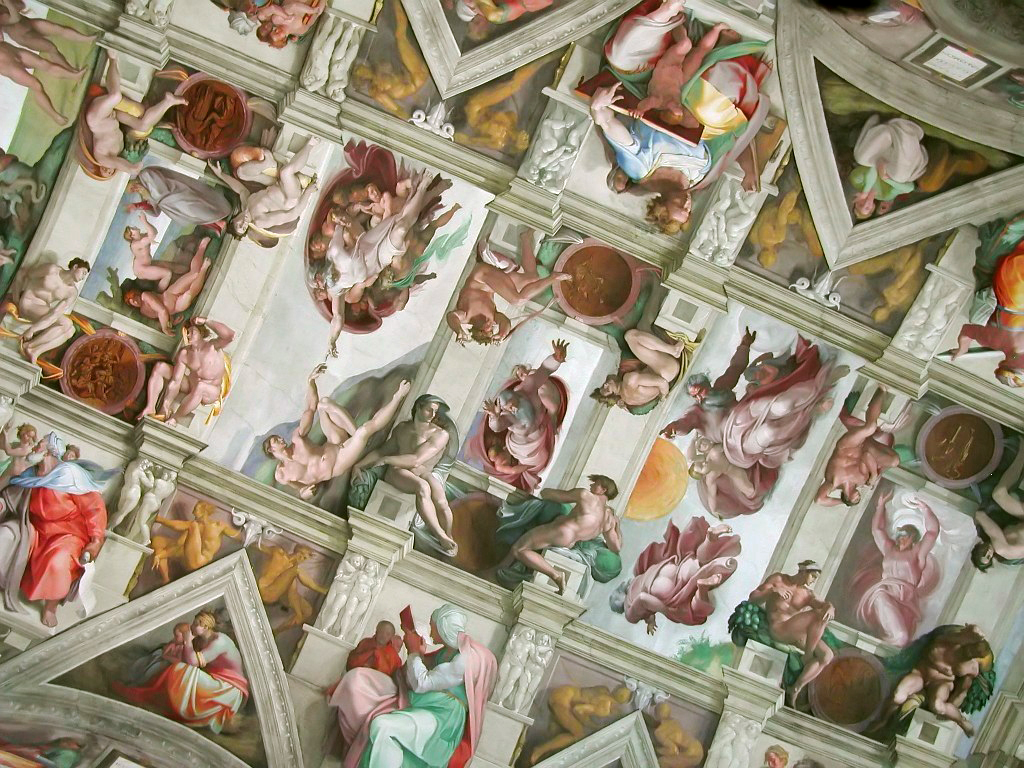
Період Відродження був золотою епохою для католицького мистецтва. На фото: стеля Сікстинської капели, розписана Мікеланджело.

На початку XIII століття убогі ордени були засновані Франциском Ассізьким та Домініком де Гусманом. Studia conventualia і studia generalia убогих орденів зіграли велику роль у перетворенні церковних соборних шкіл та палацових шкіл, таких як Карл Великий в Аахені, у визначні університети Європи. У цих школах навчалися та викладали схоластичні теологи та філософи, такі як домініканський священник Тома Аквінський. Сума теології Аквінського стала інтелектуальною віхою у синтезі спадщини давньогрецьких філософів, таких як Платон та Арістотель, зі змістом християнського одкровення.
Зростання відчуття церковно-державних конфліктів ознаменувало XIV століття. Щоб уникнути нестабільності в Римі, Климент V у 1309 році. Став першим із семи пап, що мешкали у укріпленому місті Авіньйон на півдні Франції в період, знаний як Авіньйонське папство. Авіньйонське папство закінчилося в 1376 р., Коли папа повернувся до Риму, але в 1378 р. Після нього відбувся 38-річний західний розкол із претендентами на папство в Римі, Авіньйоні та (після 1409 р.) Пізі. Справа була значною мірою вирішена в 1415–17 на Констанцькому соборі, коли заявники в Римі та Пізі погодились подати у відставку, а третій заявник був відлучений від влади кардиналами, які провели нові вибори з іменем Мартина V.
У 1438 р. скликався Флорентійський собор, на якому пройшов потужний діалог, зосереджений на розумінні богословських розбіжностей між Сходом та Заходом, з надією на возз'єднання католицької та православної церков. Кілька східних церков возз'єднались, утворюючи більшість східних католицьких церков.

### Вік відкриттів
Епоха відкриттів, що розпочалась у XV столітті, розширила політичний та культурний вплив Західної Європи у всьому світі. Через помітну роль, яку сильно відігравали католицькі держави Іспанії та Португалії в західному колоніалізмі, католицизм поширився на Америку, Азію та Океанію дослідниками, конкістадорами та місіонерами, а також шляхом трансформації суспільств за допомогою соціально-політичних механізмів колоніального правління. Папа Олександр VI надав колоніальні права на більшість нещодавно відкритих земель Іспанії та Португалії, а наступна патронатна система дозволила державним органам влади, а не Ватикану, контролювати всі канцелярські призначення в нових колоніях. 1521 року Португальський дослідник Фердинанд Магеллан здійснив перших навернених католиків на Філіппінах. В інших місцях португальські місіонери під керівництвом іспанського єзуїта Франциска Ксаверія євангелізували в Індії, Китаї та Японії. Французька колонізація Америки, що розпочалася в XVI столітті, заснувала римо-католицьке франкомовне населення і заборонила некатоликам селитися в Квебеку.

### Протестантська реформація та контрреформація
У 1415 році Ян Гус був спалений на вогнищі за єресь, але його зусилля щодо реформ підбадьорили Мартіна Лютера, монаха-августиніна в Німеччині, який направив свої Дев'яносто п'ять тез до кількох єпископів у 1517 р. Його тези протестували також проти ключових моментів католицької доктрини як продаж індульгенцій, а разом із Лейпцизькою дискусією це призвело до його відлучення від церкви в 1521 р. У Швейцарії Ульдріх Цвінглі, Жак Кальвін та інші протестантські реформатори далі критикували католицькі вчення. Ці виклики переросли в Реформацію, яка породила переважну більшість протестантських конфесій, а також криптопротестантизм у католицькій церкві. Тим часом Генріх VIII клопотав перед папою про визнання недійсним щодо його шлюбу з Катериною Арагонською. Коли це було заперечено, він прийняв Акти про верховенство, щоб зробити його главою Англіканської церкви, стимулюючи англійську Реформацію та можливий розвиток англіканства.
Реформація сприяла сутичкам між протестантською лігою Шмалкальдів та імператором-католиком Карлом V та його союзниками. Перша дев'ятирічна війна закінчилася в 1555 році Аугсбурзьким миром, але тривала напруженість породила набагато серйозніший конфлікт — Тридцятилітню війну, що вибухнула в 1618 році. з 1562 по 1598 р. між гугенотами (французькими кальвіністами) та силами Французької католицької ліги, які підтримувалися та фінансувалися низкою пап. Це закінчилося за папи Климента VIII, який нерішуче прийняв Нантський указ короля Генріха IV від 1598 року про надання громадянським і релігійним терпимості французьким протестантам.
Тридентський собор (1545–1563) став рушійною силою Контрреформації у відповідь на протестантський рух. Доктринально він підтвердив центральні католицькі вчення, такі як транссубстанціація та вимога любові та надії, а також віри для досягнення спасіння. У наступні століття католицизм широко поширився в усьому світі, частково через місіонерів та імперіалізм, хоча його влада над європейським населенням знизилася через зростання релігійного скептицизму під час і після Просвітництва.

### Просвітництво і сучасний період
Починаючи з XVII століття, Просвітництво ставило під сумнів силу і вплив католицької церкви на західне суспільство. У XVIII столітті такі письменники як Вольтер та Енциклопедисти, писали різку критику як релігії, так і католицької церкви. Однією з цілей їхньої критики було скасування французьким королем Людовиком XIV Нантського указу 1685 року, який завершив багатовікову політику релігійної терпимості до протестантських гугенотів. Коли папство протистояло наполяганням на галліканізмі, Французька революція 1789 р. Передала владу державі, спричинила руйнування церков, встановлення культу розуму та мученицьку смерть черниць під час правління терору. 1798 року генерал Наполеона Бонапарта Луї-Олександр Бертьє вторгся на Італійський півострів, ув'язнивши Папу Пія VI, який загинув у полоні. Пізніше Наполеон відновив католицьку церкву у Франції за допомогою конкордату 1801 року. Кінець наполеонівських воєн приніс католицьке відродження та повернення Папської держави.
У 1854 р. Папа Пій IX за підтримки переважної більшості католицьких єпископів, з якими він консультувався з 1851 по 1853 рр., проголосив Непорочне зачаття догмою в католицькій церкві. 1870 року Перший Ватиканський собор підтвердив доктрину папської безпомилковості, застосовуючи її у чітко визначених заявах, завдавши удару по конкуруючій позиції соборности. Суперечки щодо цього та інших питань призвели до відокремленого руху під назвою Старокатолицька церква,
Об'єднання Італії у 60-х роках XIX століття включило Папські держави, включаючи сам Рим з 1870 року, до Королівства Італія, тим самим припинивши тимчасову владу папства. У відповідь Папа Пій IX відлучив від церкви короля Віктора Еммануїла II, відмовився платити за землю і відкинув італійський Закон про гарантії, який надав йому особливі привілеї. Щоб уникнути видимого підкорення італійській владі, він залишався «в'язнем Ватикану». Це протистояння, про яке говорили як про римське питання, було вирішено Латеранськими договорами 1929 року, завдяки яким Святий Престол визнав суверенітет Італії над колишніми Папськими державами в обмін на оплату та визнання Італією папського суверенітету над Ватиканом як нового суверенна і незалежна держава.

### XX століття

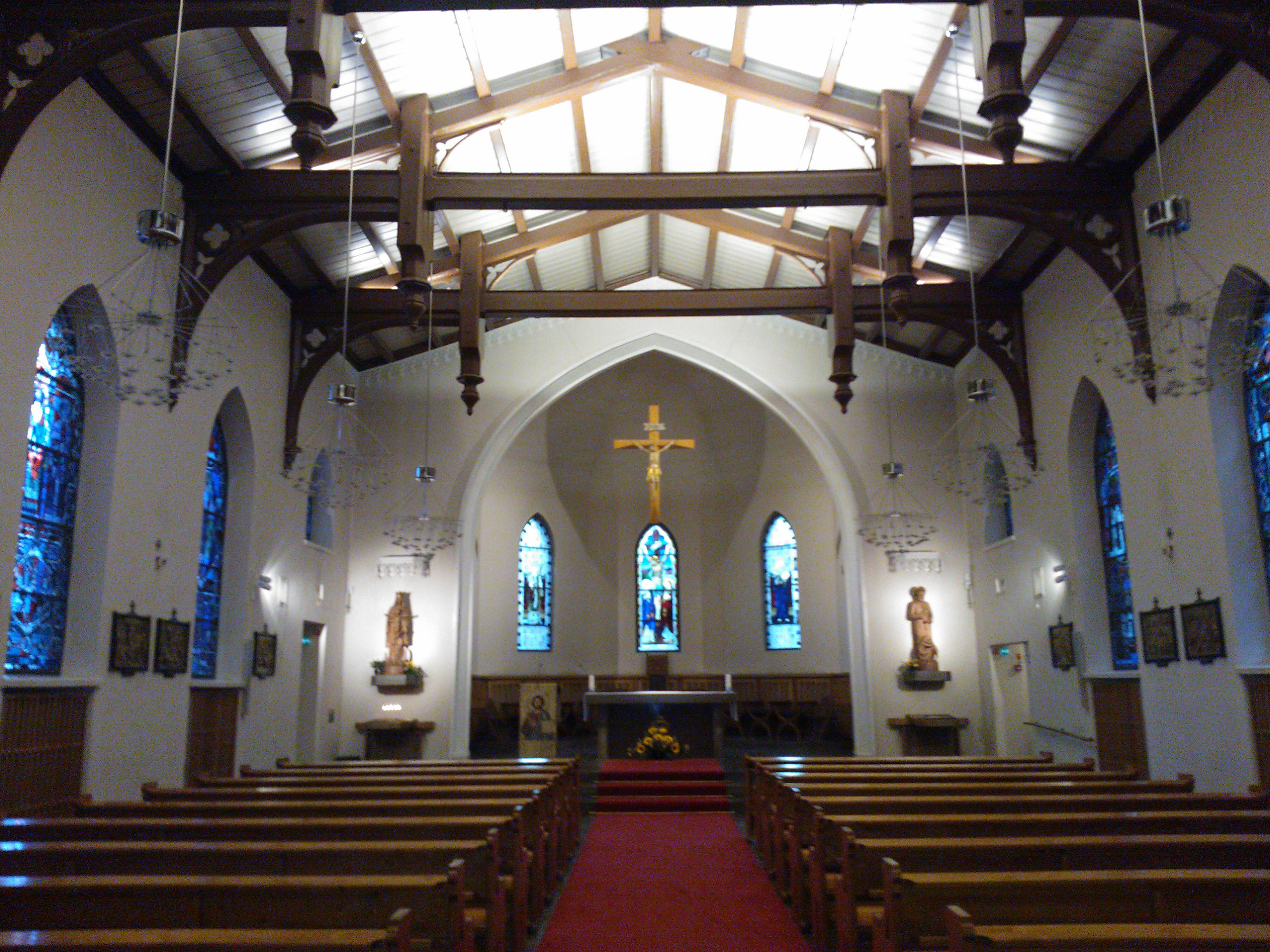
Інтер'єр собору Святого Генріха, відремонтованого в 1981 році, в Улланлінні, Гельсінкі, Фінляндія

Ряд антиклерикальних урядів виник у XX столітті.
Закон Калеса від 1926 р., Що відокремлював церкву від штату в Мексиці, призвів до війни в Крістеро, коли понад 3000 священників були заслані або вбиті, церкви осквернені, знущання над службою, черниці зґвалтовані та розстріляні. Після Жовтневої революції 1917 р. Переслідування церкви та католиків у Радянському Союзі тривало і до 1930-х рр., коли страчували і заслали священнослужителі, ченці та миряни, конфісковували релігійні знаряддя та закривали церкви. У Іспанській громадянській війні 1936–1939 рр. Католицька ієрархія об'єдналася з націоналістами Франко проти уряду Народного фронту, посилаючись на виправдання республіканського насильства проти церкви. Папа Пій XI назвав ці три країни «страшним трикутником».

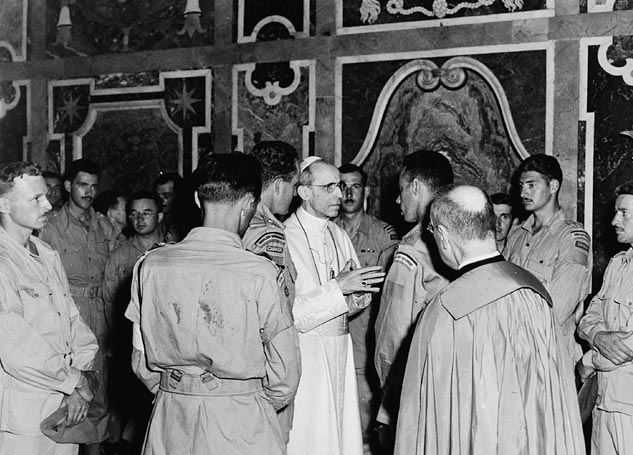
Члени Канадського королівського полку 22 в авдиторії Папи Пія XII після Визволення Риму в 1944 році під час Другої світової війни

Після порушень Рейхсконкордату 1933 р. Між церквою та нацистською Німеччиною Папа Пій XI видав 1937 році Енцикліку «Mit brennender Sorge», яка публічно засудила переслідування церкви нацистами та їх ідеологію неоязичництва та расової переваги. Церква засудила вторгнення в Польщу 1939 року, яке розпочало Другу світову війну та інші наступні нацистські вторгнення у війну. Тисячі католицьких священників, черниць та братів були ув'язнені та вбиті в усіх країнах, окупованих нацистами, включаючи святих Максиміліана Кольбе та Едіт Штайн. Хоча Папі Пію XII приписують допомогу в порятунку сотень тисяч євреїв під час Голокосту, церкву також звинувачують у тому, що вона заохочувала століттями антисемітизм своїм вченням і не робила достатньо, щоб зупинити жорстокість нацистів.
У післявоєнний період комуністичні уряди Східної Європи суворо обмежували релігійні свободи. Хоча деякі священники та релігійні люди співпрацювали з комуністичними режимами, багатьох інших ув'язнили, депортували або стратили. Церква була важливим гравцем падіння комунізму в Європі, особливо в Польській Народній Республіці.
У 1949 р. Перемога комуністів у громадянській війні в Китаї призвела до вигнання всіх іноземних місіонерів. Також новий уряд створив Патріотичну церкву і призначив її єпископів. Спочатку ці призначення були відхилені Римом, перш ніж багато з них були прийняті. У 1960-х під час культурної революції китайські комуністи закрили всі релігійні установи. Зрештою китайські церкви знову відкрилися, вони залишились під контролем Патріотичної церкви. Багато католицьких пасторів та священиків продовжували відправляти до в'язниці за відмову відмовитися від вірності Риму.

#### Другий Ватиканський собор

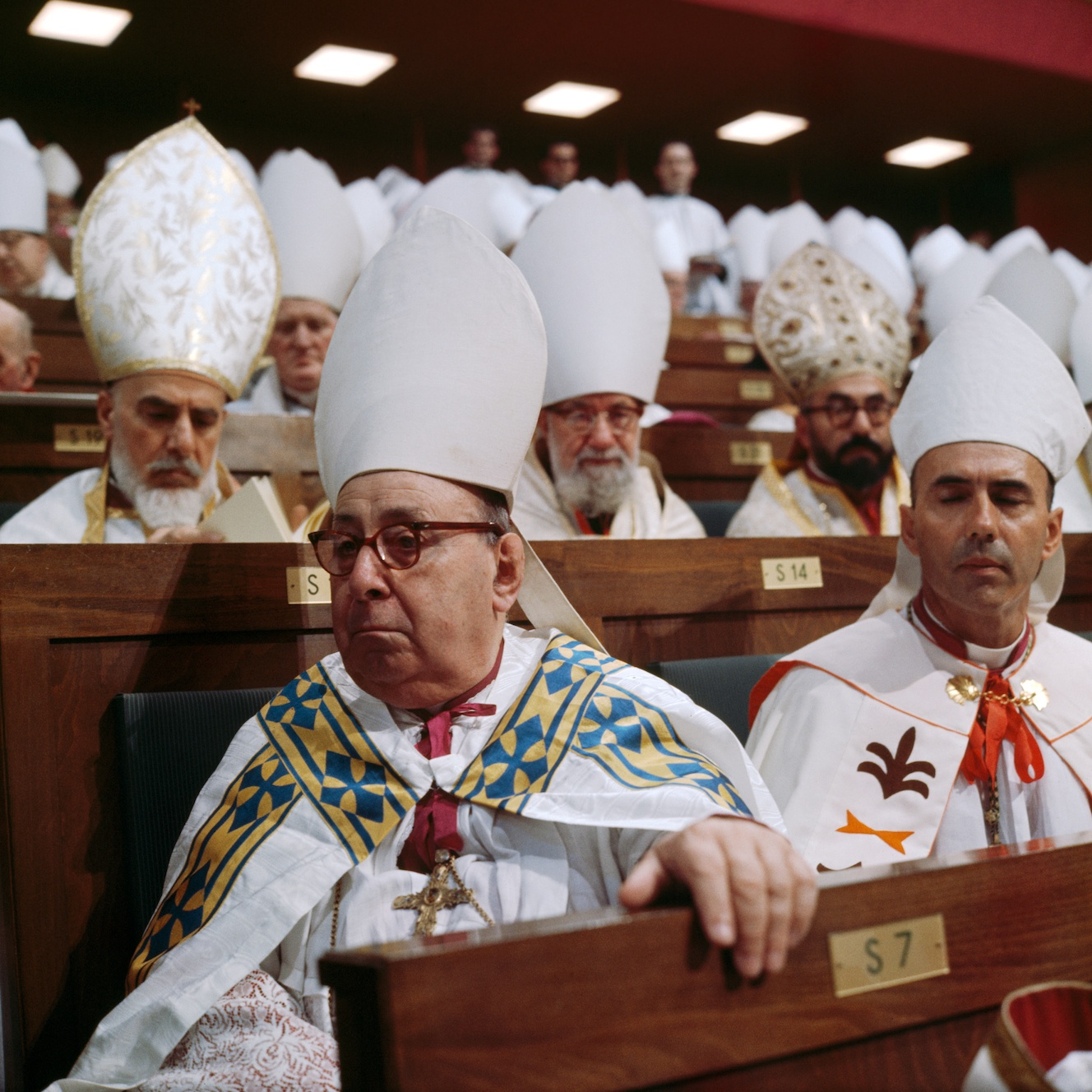
Єпископи слухають під час Другого Ватиканського собору

Другий Ватиканський собор (1962–1965) зробив найзначніші зміни в католицьку практику з часів Тридентського собору, чотири століття раніше. За ініціативою Папи Римського Івана XXIII, цей Вселенський собор модернізував практику католицької церкви, дозволивши промовляти Месу простонародною мовою (місцевою мовою) та заохочуючи «до повної свідомості та активної участі у літургійних церемоніях». Він мав намір тісніше взаємодіяти церкву з сучасним світом (aggiornamento), що її прихильники кваліфікували як «відкривання вікон». Окрім змін у літургії, це призвело до змін у підході церкви до екуменізму та заклику до поліпшення відносин з нехристиянськими релігіями, особливо юдаїзмом, у документі Nostra aetate.
Рада, однак, породила суттєві суперечки щодо здійснення своїх реформ: прихильники «Духу Ватикану II», такі як швейцарський теолог Ганс Кунг, заявили, що Ватикан II «не зайшов настільки далеко», щоб змінити церковну політику. Однак католики-традиціоналісти, такі як архієпископ Марсель Лефевр, рішуче критикували собор, стверджуючи, що його літургійні реформи, серед інших питань, призвели до «знищення Святої жертви Меси та таїнств».
Декілька вчень католицької церкви потрапляли під посилений контроль як одночасно, так і після собору; серед цих вчень було вчення церкви щодо аморальности контрацепції. Нещодавнє запровадження гормональної контрацепції (включаючи «таблетки»), які, на думку деяких, морально відрізняються від попередніх методів, спонукало Івана XXIII сформувати комітет, який консультував би його з моральних та теологічних питань за допомогою нового методу. Пізніше Папа Павло VI розширив сферу діяльності комітету, щоб вільно вивчити всі методи, і, за чутками, у останньому звіті комітету пропонується дозволити хоча б деякі методи контрацепції. Павло не погодився з наведеними аргументами і врешті видав «Humanae vitae», сказавши, що це підтримує постійне вчення церкви проти контрацепції. Він прямо включав гормональні методи як заборонені. Цей документ викликав значну негативну реакцію багатьох католиків. [від кого?]

#### Іван Павло II

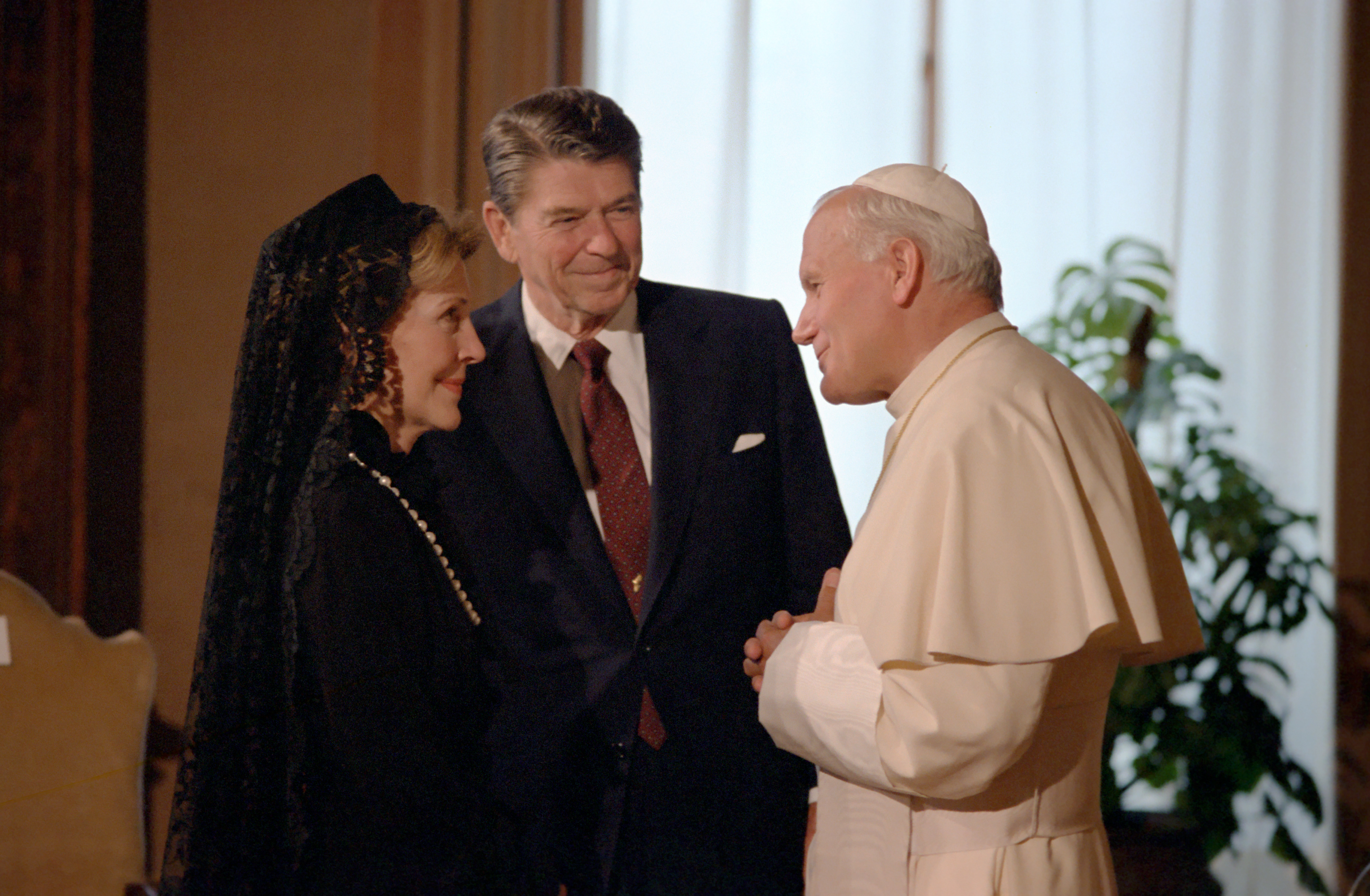
Папа Римський Іван Павло II був визначений головним впливом на кінець холодної війни та падіння комунізму. Тут із президентом США Рональдом Рейганом та його дружиною Ненсі у 1982 році.

У 1978 році Папа Римський Іван Павло II, раніше Архієпископ Кракова в Польській Народній Республіці, став першим неіталійським папою за 455 років. Його 26 1/2-річний понтифікат був одним з найдовших в історії. Президент Радянського Союзу Михайло Горбачов приписує польському папі прискорення падіння комунізму в Європі.
Іван Павло II прагнув євангелізувати все більш світський світ. Він запровадив Всесвітній день молоді як «всесвітню зустріч з папою» для молоді; зараз він проводиться кожні два-три роки. Він подорожував більше, ніж будь-який інший папа, відвідавши 129 країн, і використовував телебачення і радіо як засіб поширення вчень церкви. Він також наголосив на гідності праці та природних правах робітників на справедливу заробітну плату та безпечні умови праці в Laborem. Він наголосив на декількох церковних вченнях, включаючи моральні заклики проти абортів, евтаназії та проти широкого застосування смертної кари в Evangelium Vitae.
З кінця XX століття католицьку церкву критикували за її доктрини щодо сексуальности, неможливість висвячувати жінок та розгляд справ про сексуальне насильство.

### XXI століття

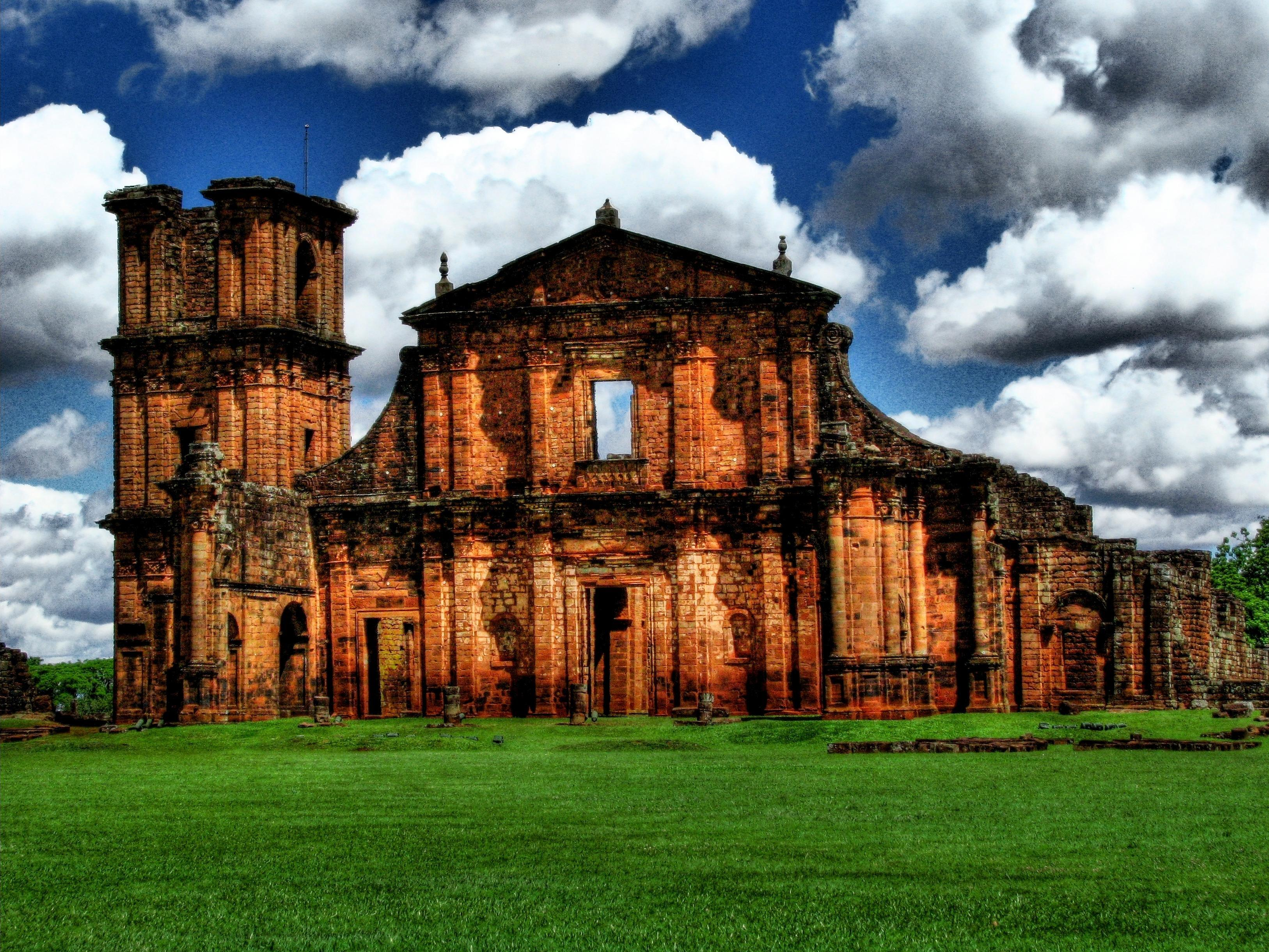
Руїни єзуїтського храму Сан-Мігель-дас-Міссіс у Бразилії

У 2005 році, після смерті Івана Павла II, був обраний Папа Римський Бенедикт XVI, голова Конгрегації доктрини віри за Івана Павла. Він був відомий тим, що підтримував традиційні християнські цінності проти секуляризації, а також тим, що все частіше використовував Тридентинську Імшу, як це було знайдено в Римському Імшалі 1962 року. Католики в розвинених країнах світу. Посилаючись на слабкість похилого віку, Бенедикт подав у відставку в 2013 році, ставши першим папою, який зробив це за майже 600 років.

#### Папа Франциск
Папа Франциск, нинішній папа католицької церкви, змінив папу Бенедикта XVI у 2013 році як перший папа з Америки, перший з південної півкулі та перший Папа з-за меж Європи з часів сирійця Григорія III, який царював у VIII століття. Папа Франциск відзначався своєю смиренністю, наголосом на Божому милосерді, турботою про бідних та навколишнє середовище, а також своєю відданістю міжконфесійному діалогу. Йому приписують менш формальний підхід до папства, ніж його попередники.
Папа Римський Франциск отримав визнання за його зусилля «для подальшого закриття майже 1000-річного відчуження з православними церквами». У його встановленні взяв участь Константинопольський патріарх Східної православної церкви Варфоломій I, вперше після Великого розколу 1054 р. Східний православний Вселенський патріарх Константинополя взяв участь у папській інтронізації. 12 лютого 2016 року Папа Франциск та патріарх Московський Кирило, глава найбільшої східно-православної церкви, провели зустріч у Гавані, Куба, виголосивши спільну декларацію із закликом відновити християнську єдність між двома церквами. Це було повідомлено як першу подібну зустріч на високому рівні між двома церквами після Великого розколу 1054 року.
У 2014 році Третя Надзвичайна Генеральна асамблея Синоду єпископів звернулася до служіння церкви у справах сімей та шлюбів та до католиків у «нерегулярних» стосунках, таких як ті, хто розлучився та одружився за межами церкви без визнання недійсним. Деякі його вітали, проте деякі критикували за сприйняття неоднозначности, що викликало суперечки серед окремих представників різних точок зору.
У 2017 році під час візиту до Єгипту Папа Римський Франциск відновив взаємне визнання хрещення з Коптською православною церквою Александрії.